# Histoire des Juifs en Argentine
Voir aussi
L’histoire des Juifs en Argentine remonte au début du XVIe siècle, lorsqu’à la suite de l’expulsion des juifs d’Espagne, des Séfarades, fuyant la persécution, immigrèrent aux côtés  des explorateurs et des colons espagnols pour s'installer dans ce qui est aujourd’hui l’Argentine. Cependant, les lois anti-juives d’Espagne étant en vigueur également dans l’Empire colonial espagnol, ce qui signifie que les juifs n’étaient pas autorisés à y résider légalement, il est possible qu’il se soit agi de marranes, c’est-à-dire de descendants de juifs séfarades qui, quoique convertis au christianisme, étaient restés secrètement fidèles au judaïsme et pratiquaient la religion clandestinement ; la plupart des commerçants portugais de la vice-royauté du Río de la Plata auraient ainsi été juifs. D’autre part, il y avait, surtout après 1810, des juifs parmi la population étrangère de Buenos Aires, par exemple parmi les commerçants anglais et français. Après l’indépendance, il y eut une petite vague d’immigration de juifs venus d’Allemagne. Toutefois, jusqu'en 1880, la communauté juive d’Argentine ne devait pas dépasser la centaine de personnes et résidait essentiellement à Buenos Aires. Restée sporadique jusqu’à cette date, l’immigration juive ne devint massive qu'après qu’un décret du président argentin Julio Argentino Roca, pris dans le cadre de sa politique de peuplement des terres agricoles nouvellement conquises sur les Amérindiens, invita spécifiquement les juifs russes de la Zone de résidence, persécutés dans leur pays d'origine, à immigrer en Argentine. L’arrivée du vapeur Weser en 1889 marqua le début d'une immigration planifiée, organisée et considérable de juifs en Argentine, qui fut coordonnée par le baron Hirsch puis par l’AIU. En 1890, l’État argentin lança son plan d’immigration, lequel prévoyait, entre autres mesures, l’acquittement par l’État argentin des frais de passage, ce qui contribua à faire venir, de 1891 à 1896, plus de 20 000 juifs, principalement en provenance de Russie et de Roumanie, lesquels se sont en grande majorité établis comme agriculteurs dans les colonies agricoles des provinces de Buenos Aires, d’Entre Ríos et de Santa Fe. Une partie des descendants de ces « gauchos juifs » a ensuite préféré se fixer à Buenos Aires pour y rejoindre les nouveaux arrivants juifs et se concentrer dans certains quartiers, notoirement dans l’Once. C'est dans ce quartier qu'ont surgi les premières institutions religieuses et communautaires juives, piliers d’une future communauté juive organisée, notamment les synagogues et les écoles talmudiques. 
Déjà en 1920, environ 150 000 juifs vivaient en Argentine. À partir de 1928, et plus spécialement après qu’Adolf Hitler eut pris le pouvoir, en 1933, des vagues d’immigrants juifs déferlèrent sur l’Argentine en provenance de l’Allemagne nazie et du reste de l’Europe occupée, dont plusieurs milliers de juifs allemands. Malgré certaines restrictions, l’Argentine est le pays latino-américain qui, entre 1933 et 1945, recueille le plus grand nombre de réfugiés juifs : plus de 45 000 juifs européens, dont probablement plus de la moitié illégalement.
Bien que de nombreux Juifs aient quitté l’Argentine depuis lors — d’abord dans les décennies 1970 et 1980, pour échapper à la répression de la junte militaire, puis de 1998 à 2002, pour fuir la crise économique —, à destination notamment d’Israël (quelque 10 000 juifs au total dans les années 2000) et de l’Europe (en particulier l’Espagne) ou de l’Amérique du Nord, le pays reste le foyer de la plus vaste population juive de toute l’Amérique latine et, après les États-Unis et le Canada, de la troisième du continent sud-américain, avec environ 230 000 membres aux alentours de l’année 2014, la population juive au sens large se chiffrant cependant à environ 300 000 ; ces effectifs représentent environ 0,5 % de la population argentine totale. Compte tenu de la composition des vagues d’immigration successives, on peut estimer que la population juive actuelle est à 80 % d’origine ashkénaze, séfarade et mizrahim étant donc en nette minorité. La majeure partie vit à Buenos Aires, Córdoba, Rosario, San Miguel de Tucumán et dans d’autres grandes villes. 
Une certaine hostilité officielle à l’égard des juifs se manifesta dès la fin du XIXe siècle, sous les espèces du soupçon d’inaptitude des juifs à faire corps avec le reste de la société argentine, notamment lorsque des colons agricoles juifs entreprirent de créer leurs premières écoles. Au lendemain de la Révolution russe d'octobre 1917, les théories révolutionnaires, plus particulièrement anarchistes, furent délibérément amalgamées par les classes dirigeantes d’alors aux préjugés traditionnels contre les juifs, soupçonnés en conséquence de fomenter la révolution socialiste ; l’hostilité ainsi fabriquée contre les « Russes » (lire : les juifs d’Europe orientale), sera à l’origine des graves violences (matérielles et physiques) commises en janvier 1919 contre les juifs de l’Once, dans le cadre d’une virulente grève générale qu’il est convenu d’appeler la Semaine tragique, violences se soldant par une centaine de morts juives — unique cas de pogrom jamais enregistré sur le continent sud-américain. Pendant la Seconde Guerre mondiale, une attitude discriminatoire de la Direction des migrations ressort sans équivoque de l’examen du solde des immigrants refoulés et admis (seul un sur quatre juifs était admis à immigrer, contre globalement trois sur quatre). Dans l’immédiat après-guerre, avec Santiago Peralta à la Direction de l’immigration, seuls 3 000 réfugiés de guerre, sur un total de 71 421 accueillis (toutes nationalités confondues) jusqu’en 1949, étaient des juifs. Des flambées d’antisémitisme eurent lieu sous le gouvernement de Perón, lors de l’âpre conflit opposant celui-ci avec l’Église en 1953, puis à la suite de l’enlèvement d’Eichmann, et enfin sous la dictature militaire, où les juifs étaient nettement sur-représentés parmi les victimes de la répression illégale. À signaler enfin les attentats sanglants de 1992 contre l’ambassade d’État d’Israël, et celui de 1994 contre l’AMIA.
L’apport de la communauté juive à la vie intellectuelle argentine, passée et présente, apparaît notable, en particulier dans les domaines de la presse, de la radiotélédiffusion (où plusieurs juifs font figure de pionniers), de la culture (théâtre yiddish, littérature), de la recherche et de l’enseignement universitaires (le prix Nobel de médecine César Milstein était juif), etc. La communauté est solidement organisée autour d’un ensemble d’institutions, notamment l’AMIA, la DAIA (Delegación de Asociaciones Israelitas Argentinas), parmi les principales. La synagogue de la CIRA (Congregación Israelita de la República Argentina), sise rue Libertad à Buenos Aires, et par là dénommée synagogue Libertad, est la plus ancienne d’Argentine.

## Immigration juive en Argentine

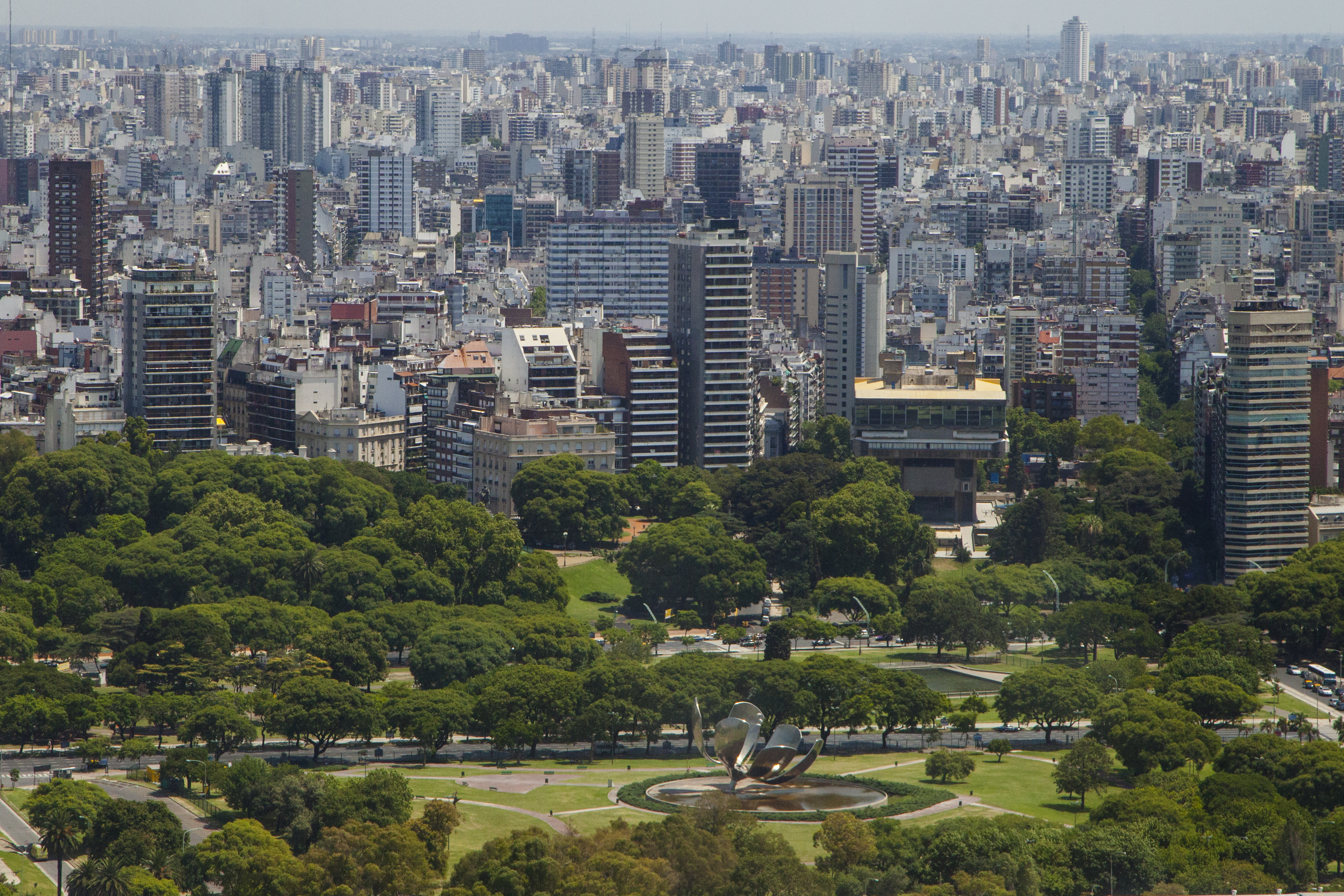
Buenos Aires est la ville à la population d’origine juive de loin la plus importante d’Argentine, d’Amérique latine et du monde hispanophone en général.

### Antécédents et situation des juifs en Europe

Carte montrant la présence juive par pays, où les États hébergeant les communautés juives les plus importantes sont figurés dans des nuances de bleu plus foncées. La communauté juive argentine est l’une des plus nombreuses au monde, et l’une des plus notoires en raison de son intégration et sa participation à la société argentine, et de ses apports culturels. Du point de vue des effectifs, les juifs argentins représentent la troisième communauté juive sur le continent américain, et la cinquième au niveau mondial.

Les décrets ayant déterminé l’expulsion des juifs hors d’Espagne en 1492 étaient en vigueur également dans l’Empire colonial espagnol, ce qui signifie que les juifs n’étaient pas autorisés à y résider légalement. Il est possible toutefois que quelques-uns soient arrivés en Amérique espagnole comme crypto-juifs ou marranes, c’est-à-dire comme descendants de juifs séfarades qui, quoique convertis au christianisme, étaient restés secrètement fidèles au judaïsme et pratiquaient la religion clandestinement. Peut-être pensaient-ils que sur un territoire aussi éloigné que les colonies américaines, le contrôle de l’Église sur les nouveaux chrétiens serait moins sévère qu’en Europe. D’autre part, il y avait, surtout après 1810, des juifs parmi la population étrangère de Buenos Aires, par exemple parmi les commerçants anglais et français.
Dans l’Empire russe, les juifs subirent jusqu’au milieu du XIXe siècle une série de pratiques discriminatoires et la violence de l’État. Cette politique hostile pouvait se manifester par des lois spéciales (impôts particuliers, restrictions quant au lieu de résidence, service militaire de 25 ans, entre autres) ou se traduire  par des pogroms, c’est-à-dire des attaques physiques dirigées contre des villages juifs et tolérées voire organisées par les autorités. La situation des juifs russes allait en outre s’aggravant par la croissance démographique spécifiquement juive de la fin du XIXe siècle. En effet, rien que dans la période de 1880 à 1897, la population juive de l’Empire passa de 4 à 5,25 millions. À partir de 1855, le tsar Alexandre II, conscient du retard de la Russie vis-à-vis des autres puissances européennes, se proposa de moderniser son Empire. Parmi les mesures qu’il prit alors figurait notamment la cessation des restrictions de résidence pour les juifs et l’abolition du service militaire spécial. Cependant, devant le mécontement des paysans et du prolétatriat industriel, et devant l’opposition croissante des groupes révolutionnaires, le tsar en revint bientôt à remettre en vigueur les anciennes mesures répressives. En particulier, pour ce qui est des juifs, depuis 1870 seul un tiers des membres d’un conseil communal pouvait être juif, y compris dans les localités où ceux-ci étaient majoritaires. Les écoles juives ouvertes dans la décennie 1840 furent à nouveau fermées, et des pogroms eurent lieu à Odessa (en 1871) et dans le Caucase (en 1878). À la suite de l’assassinat du tsar en 1881, une nouvelle vague de pogroms déferla sur les villages juifs, et l’on comptabilisera, dans la seule année suivant l’attentat, 150 de ces attaques. En 1882, le nombre de médecins juifs habilités à servir dans l’armée fut restreint à 5 %, ce en dépit de leur notable activité pendant la guerre russo-turque. Une opération de licenciement fut menée contre les juifs occupés à des postes officiels, et à partir de 1889, les juifs devaient solliciter un permis spécial pour pouvoir exercer la profession d’avocat. Dans la décennie 1890 fut décrétée l’expulsion des juifs hors des deux principales villes russes, Saint-Pétersbourg et Moscou. Dans cette dernière ville, l’expulsion de 1891 frappa quelque 20 mille artisans juifs établis là légalement depuis l’époque d’Alexandre II. Les étudiants juifs ne pouvaient globalement dépasser les 10 % de l’ensemble des étudiants (3 % dans les villes ci-avant mentionnées). Beaucoup d’institutions furent directement interdites aux juifs. Les juifs ne pouvaient pas acquérir de biens immeubles en dehors des villes. En 1903 se produisit un sanglant pogrom à Chișinău, provoquant la mort d’une cinquantaine de personnes et en blessant plus de 500. Des attaques eurent lieu également à Odessa, avec 300 morts, à Białystok et à Siedlce. À partir de 1905, un groupement paramilitaire, la Centurie noire, exécuta ou impulsa une vague de pogroms sanglants. En 1906, un pogrom à Białystok se solda par un bilan de 200 morts. Entre le pogrom de Chișinău de 1903 et celui de Byalistok, les villages juifs eurent à subir au total 254 attaques.

#### Motifs pour émigrer
Suivant les époques, les motifs ont été : les expulsions, les persécutions, les pogroms, l’antisémitisme. De l’Inquisition jusqu’à l’Holocauste, la communauté juive a pu trouver sur les terres argentines un foyer où s’établir. Les Juifs vinrent dans le Río de la Plata à partir du XVIe siècle, en provenance d’Espagne, du Portugal et d’Afrique du Nord. Par la suite, aux XIXe et XXe siècles, la zone d’origine fut principalement l’Europe occidentale, surtout l’Allemagne, et l’Europe de l'Est, au premier chef la Russie et la Roumanie. Les causes de cette émigration étaient notoirement les politiques oppressives (du tsarisme dans l’Empire russe notamment) ou des situations de crise mettant en péril la base économique des familles juives. La discrimination (antisémitisme) que subissaient les juifs en Europe dans l’entre-deux-guerres, en particulier sous le nazisme, fut le moteur principal poussant les juifs à s’embarquer pour les États-Unis et l’Amérique du Sud.

### XVIIesiècle
Le poète et essayiste Luis Franco (en) (1898-1988) affirme que dans le seul mois d’avril 1619 arrivèrent à Buenos Aires huit navires amenant un grand nombre de passagers d’origine juive en provenance de Lisbonne et de Lima. Une bonne partie de ces immigrants s’adonneront au commerce et à diverses activités productives, comme l’argenterie, la menuiserie, et aussi à l’agriculture, d’abord comme métayers, puis comme propriétaires de domaine (estancieros) et détenteurs d’esclaves. Ces immigrants s’intégrèrent dans la société de Buenos Aires en épousant les filles et petites-filles des tout premiers habitants de la ville, et furent ainsi à l’origine du patriciat argentin.

« Lorsqu’on analyse les patronymes de Buenos Aires portés par les personnes en vue dans ces temps-là, on s’aperçoit en effet que tous, ou quasiment tous, sont issus d’une souche judéo-portugaise, plus ou moins modifiée par l’apport de sang aragonais, navarrais ou basque (Arana, Argañaraz, García, Zabala, Irala, Torres, Pereda, Insiarte, Gaete, Garrigós, Ezcurra, Beláustegui, Otolora, Pereyra, Ramos, Sáenz Valiente, Acevedo, Cueto, Piñeiro, Vidal, Fragueiro, Pinto, Pacheco, Rocha, etc.). »

— Luis Franco
Pourtant, à l’époque coloniale, le séjour de personnes de confession juive était interdite. En outre, les catholiques suspectés d’être judaïsants étaient persécutés par le tribunal de l’Inquisition, comme l'atteste l’histoire du médecin Francisco Maldonado da Silva, brûlé vif par ledit tribunal à Lima. Ce nonobstant, beaucoup parmi les négociants d’origine portugaise dans la vice-royauté du Río de la Plata étaient des juifs séfarades, même s’ils ne se constitueront en communauté organisée qu’après que l’Argentine se fut rendue indépendante de l’Espagne. Vers l’année 1810, des juifs venus de France et d’autres parties d’Europe occidentale commencèrent à s’installer sur le territoire argentin. Dans les Provinces-Unies du Río de la Plata, l’Assemblée générale constituante réunie le 24 mars 1813 proclama l’extinction de l’Inquisition, ce qui ne signifia pas pour autant que les juifs pouvaient vivre librement dans ce qui allait devenir l’Argentine actuelle.

### XIXesiècle

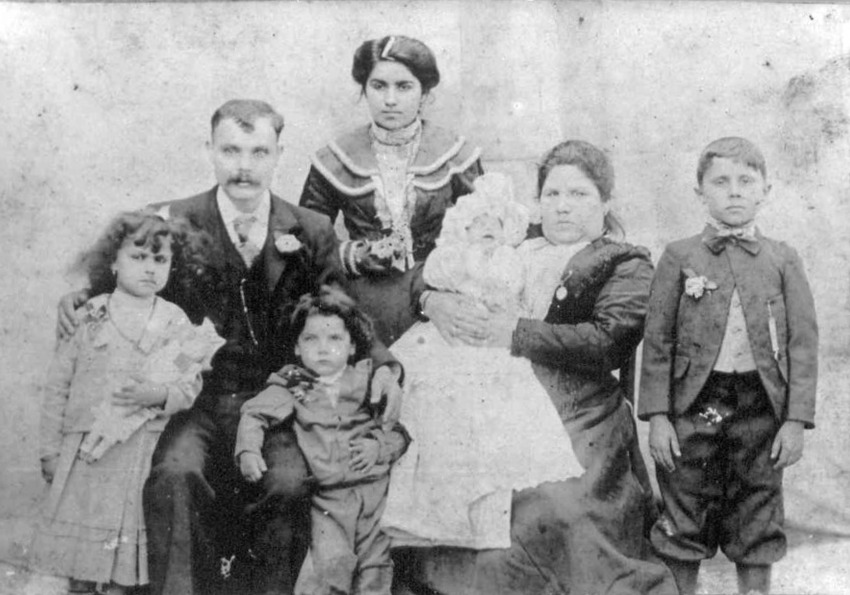
Famille juive de la Province de Misiones : Jacobo Bibas, son épouse Mesodi Tobelem et leurs enfants Simi, Estrella, León, Esther and Jaime (v. 1900).

La puissante vague d’immigration juive qui déferla sur l’Argentine à partir de la fin du XIXe siècle était alimentée par les communautés juives d’Europe orientale. Les juifs persécutés dans leur pays d’origine et accueillis en Argentine se retrouvaient dans un pays en gestation, ayant besoin de grands contingents de nouveaux citoyens, et qui recevait les immigrants dans un climat de liberté et avec des promesses de développement. L’Argentine en effet était un pays neuf, qui venait de mettre fin à plus d’un demi-siècle de luttes intestines, de guerres civiles et de fragmentation en provinces autonomes. Vers 1880, l’État argentin enfin consolidé pouvait à présent s’engager sur la voie du progrès et de la croissance économique en s’intégrant dans le marché mondial de production et de commerce. Les juifs, aux côtés de milliers d’autres immigrants européens, étaient appelés eux aussi à s’associer à cet effort.
L’un des problèmes majeurs de ce pays neuf était sa pénurie de population. Les difficultés à trouver de la main-d’œuvre pour les travaux des champs, pour la construction de chemins de fer, la manutention portuaire et ou pour toute autre activité nécessaire à l’intégration efficace de l’économie argentine dans le marché mondial compromettaient la réussite du projet de développement. De surcroît, par suite de la rareté de la main-d’œuvre, le coût du travail était trop élevé pour les employeurs. Pour toutes ces raisons, il apparaissait vital aux milieux dirigeants argentins de mettre en œuvre une politique active propre à attirer des immigrants vers le territoire national.
Au moment où le nouvel État national commençait à s’organiser politiquement, vers le milieu du XIXe siècle, c’était une immigration européenne que la classe dirigeante avait en vue, avec pour objectifs, premièrement, de mettre à la disposition des secteurs productifs de forts effectifs de main-d’œuvre, deuxièmement, d’influencer ainsi dans un sens favorable le niveau des salaires, et troisièmement, de faire peupler par des immigrants les étendues de terre situées aux marges du pays — marginalité qui n’était pas nécessairement conditionnée par la qualité de la terre, mais par la situation geographique ; il s’agissait en effet de terres confinant aux territoires tenus par les Indiens, tant dans le Litoral (zones riveraines des deux grands fleuves, Uruguay et Paraná) que dans le sud, et peupler cette zone frontalière, avec l’assistance de colonnes armées, devait permettre à la fois d’incorporer davantage de terre productive à l’économie d’exportation et garder à distance les Indiens sans obérer les finances de l’État. La politique d’immigration étant une priorité pour l’État argentin, on promulgua sous la présidence de Nicolás Avellaneda la loi de l’Immigration et de la Colonisation, qui prévoyait l’ouverture d’agences en Europe afin de porter à la connaissance du public la politique argentine en la matière et de faciliter l’immigration, ainsi que la mise en place de mécanismes favorisant l’intégration et l’insertion des immigrants fraîchement arrivés au pays.
Cependant, justement parce que la richesse argentine résidait dans la terre, accéder à la propriété de celle-ci était quasi impossible pour les  immigrants. Les meilleures terres étaient concentrées aux mains de grands propriétaires terriens peu disposés à les céder. Même à supposer qu’un immigrant eût réussi à s’acquérir un petit domaine, il ne pourrait pas entrer en compétition avec les grands producteurs, lesquels accédaient plus facilement au crédit, étaient familiers des filières de commercialisation et partie prenante à la fixation des prix. L’accès malaisé à la propriété de la terre fut une des raisons pour lesquelles la plupart des immigrants finiront par s’installer dans les villes.
Les immigrants se destinant à la campagne devaient se résigner à prendre à bail des parcelles de terre, en s’efforçant de négocier le meilleur contrat possible avec le propriétaire. De plus, attendu que les immigrants disposaient de peu de capital, et que nombre d’entre eux avaient de toute façon l’intention de retourner en Europe au bout de quelques années, ils préféraient prendre à bail la plupart des terres au lieu d’un acheter une petite étendue.
Le pourcentage d’étrangers, atteignant 30 % en Argentine, devint le plus élevé parmi les pays d’immigration. (Aux États-Unis par exemple, le taux de population étrangère ne dépassa jamais les 15 %.) Entre 1880 et 1930, qui fut la période d’immigration massive en Argentine, on vit affluer plus de six millions de personnes, dont un peu plus de la moitié restera dans le pays. De l’ensemble des immigrants, 46 % provenaient d’Italie, 33 % d’Espagne, 3,5 % de France et 3 % de l’Empire russe — avec, parmi ces derniers, les premiers juifs.
En 1846 se produisit un afflux de juifs venus d’Allemagne, dont les effectifs demeurent inconnus. Avant 1855, les juifs étaient originaires d’Europe de l’ouest, et c’était à Buenos Aires qu’ils s’établissaient. Une immigration juive de ce type se poursuivra jusqu’au milieu du XIXe siècle. En 1853, le judaïsme argentin commença à exister en tant que communauté.
L’Inquisition fut abolie en 1813 et la liberté religieuse sera inscrite dans la constitution argentine de 1853 ; toutefois, les cultes non catholiques auxquels avaient songé les constituants ne concernaient que les seuls cultes protestants, et non le judaïsme. De fait, le nombre de juifs arrivés en Argentine avant 1880 restait infime, et c’étaient presque toujours des représentants de maisons de commerce ou de banques européennes.
En 1860, un couple d’origine française (qui peut-être envisageait de toute façon de retourner en France) dut, pour pouvoir célébrer un mariage juif reconnu légalement, déposer un recours auprès de la Cour suprême d'Argentine. Vers le milieu du XIXe siècle, les juifs vivant en Argentine ne dépassaient toujours pas la centaine. En 1862, aux approches de la pessa'h, ce groupe réduit songea à se regrouper dans une entité communautaire. Dix ashkénazes argentins (masculins) se réunirent pour prier, donnant par là naissance à la Congrégation israélite de Buenos Aires, ou Congrégation israélite de la République argentine (CIRA), dont le premier président fut Segismundo Aguerbag.
En 1876, le gouvernement argentin autorisa l’exercice du ministère du rabbinat juif, et devint favorable à l’immigration juive en provenance de l’Empire russe.

#### Le début de l’immigration juive: les colonies agricoles

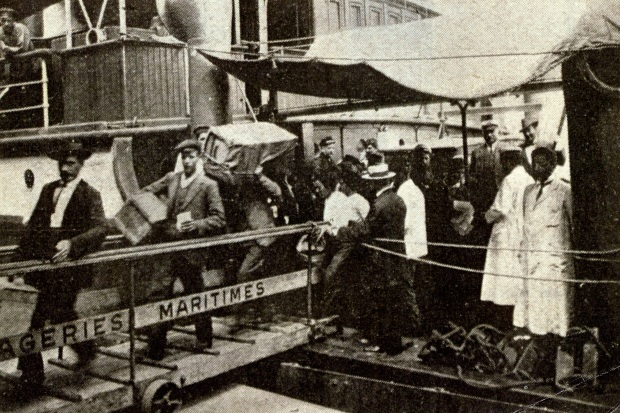
Immigrants juifs débarquant du vapeur Weser en 1889 à Buenos Aires.

À la fin du XIXe siècle et dans les premières décennies du XXe siècle, un important nombre de juifs ashkénazes vint alors en Argentine au départ de l’Europe de l’est, fuyant les persécutions et les pogroms. Les immigrants juifs en arrivant en Argentine trouvèrent à s’employer comme agronomes et vignerons dans la province de Mendoza, et comme ingénieurs en Terre de feu, dans les années de 1883 à 1886. D’autres exerçaient des métiers ouvriers, d’agriculteur et d’industriel.
Sous la présidence de Julio Argentino Roca, un décret invitait spécifiquement les juifs russes à immigrer en Argentine, et José María Bustos fut nommé agent du gouvernement argentin en Europe, avec pour mission de stimuler cette immigration. Depuis lors, et face à la grave situation des juifs dans l’Empire russe, les communautés juives d’Europe occidentale, réunies dans l’Alliance Israélite universelle (AIU), allaient favoriser l’immigration des juifs d’Europe orientale vers l’Argentine, immigration dont le financement serait à charge du philanthrope juif, le baron Maurice de Hirsch. En 1888, huit familles juives d’Ukraine arrivèrent en Argentine lors d’une opération mise sur pied par l’Alliance, et allèrent se fixer à Monigotes, dans la province de Santa Fe. Plus tard viendront les rejoindre cinquante autres familles, qui fonderont la colonie aujourd’hui disparue de Colonia de Aronsville.
En 1889, un groupe de juifs de l’Empire russe rencontra à Paris le grand propriétaire foncier Rafael Hernández (frère de l’écrivain José Hernández, auteur du Martín Fierro), qui représentait le gouvernement argentin, et signa un contrat pour l’achat de terres dans la province de Buenos Aires. La superficie des parcelles ainsi acquises variait entre 25 et 100 hectares, en fonction des possibilités de l’acquéreur. Le vendeur s’engageait d’autre part, aux termes du contrat, à fournir outils agricoles, nourriture et provisions, dont le prix serait à acquitter plus tard, dès après la première récolte. Le gouvernement argentin subventionna le passage en bateau des colons et l’Alliance israélite universelle prit en charge le voyage des familles impécunieuses. En outre, l’Alliance entreprit des démarches auprès du gouvernement argentin pour que celui-ci prenne soin des nouveaux immigrants. Ainsi 120 familles, comprenant 820 juifs russes environ, s’embarquèrent à Brême sur le vapeur Weser, dont l’accostage en 1889 est considéré comme marquant le début de l’immigration organisée de juifs en Argentine.  

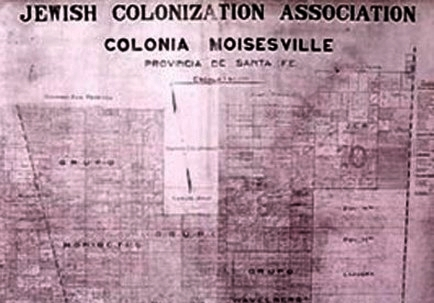
Association juive de colonisation : carte des parcelles de Colonia Moises Ville (v. 1892)

Cependant, en débarquant du Weser, les immigrants découvrirent que les terres promises avaient déjà été cédées à bail quelque temps auparavant. La hausse du prix de la terre, consécutive à un pic de l’exportation de produits agricoles, avait conduit Hernández à se rétracter du contrat. Refusant de partir vers une destination de substitution dans le Chaco (où les juifs russes eussent difficilement supporté le climat), les nouveaux immigrants conclurent un autre contrat, cette fois avec le propriétaire Pedro Palacios, payant les terres 40 pesos l’hectare, alors que leur valeur ne dépassait pas les 10 pesos, puis se rendirent sur place, dans la province de Santa Fe. Toutefois, Palacios négligea d’expédier l’outillage promis, et pendant deux mois, les colons ne devront leur survie qu’aux aumônes lancées des trains et à la charité des ouvriers du chemin de fer. Le Dr Wilhelm Loewenthal, chargé par l’Alliance d’examiner la situation des colonies de Santa Fe, constata leur état lamentable et entreprit des démarches auprès du gouvernement de Santa Fe, du ministère des Relations extérieures (auquel ressortissait l’immigration) et de Pedro Palacios. Fin 1889 enfin, Palacios transféra les juifs vers leurs terres et les pourvut du nécessaire pour l’élevage de carpes. En 1890, les colons juifs fondaient officiellement leur colonie, baptisée Moisés Ville, en hommage au héros biblique Moïse. Les immigrants du Weser durent ainsi leur survie à la divulgation de leur situation par Loewenthal,
En 1889, quelque 1 200 immigrants débarquèrent en Argentine, qui avaient fait le voyage au départ de l’Allemagne, une nouvelle fois à bord du Weser, et aussi du Bremer. Ils étaient en général originaires de la région de Podolie en Ukraine. Ils suivaient scrupuleusement les préceptes de la religion, et respectaient la tradition en matière de tenue vestimentaire, de port de barbe, etc. Entre 1885 et 1889, après que les menaces d’expulsion des juifs hors du territoire de la Russie se furent intensifiées, c’est ainsi un total de 2 385 juifs qui arrivèrent en Argentine à bord du navire Weser, de qui il est su que 2 260 sont restés dans le pays. En 1888 parut à Buenos Aires le premier journal écrit en caractères hébraïques, intitulé El Fonógrafo Hebraico et dirigé par Fabián S. Halevy.
Cependant, il se produisit en 1889 un tournant décisif concernant l’immigration, conséquence du changement de gouvernement et de politique d’immigration et de colonisation. Une année plus tard, en 1890, l’Argentine lançait son plan d’immigration, lequel prévoyait notamment l’acquittement par l’État argentin des frais de passage, ce qui contribua à faire venir, de 1891 à 1896, plus de 20 000 juifs en provenance de Russie et de Roumanie, lesquels s’établiront en grande majorité dans les provinces de Buenos Aires, d’Entre Ríos et de Santa Fe. En 1891, le vapeur Pampa, affrété par le baron Hirsch, amena 817 immigrants juifs depuis l’Ukraine, la Pologne, la Lituanie et la Bessarabie. Cette immigration donna naissance à la colonie de Carlos Casares et à d’autres colonies dans la province d’Entre Ríos. À partir de 1894 apparurent à Buenos Aires les premières ébénisteries et les premiers ateliers de couture détenus par des juifs.
En 1891, le baron Hirsch fonda officiellement la Jewish Colonization Association (JCA / ICA), vouée à l’acquisition de terres et à l’organisation des migrations juives depuis l’Europe de l’est. Parmi ses objectifs figurait celui de « faciliter l’émigration des Israélites des pays d’Europe et d’Asie, où ils sont persécutés par des lois restrictives spéciales et où ils sont privés de droits politiques, à destination d’autres régions où ils puissent jouir de ceux-ci »,.

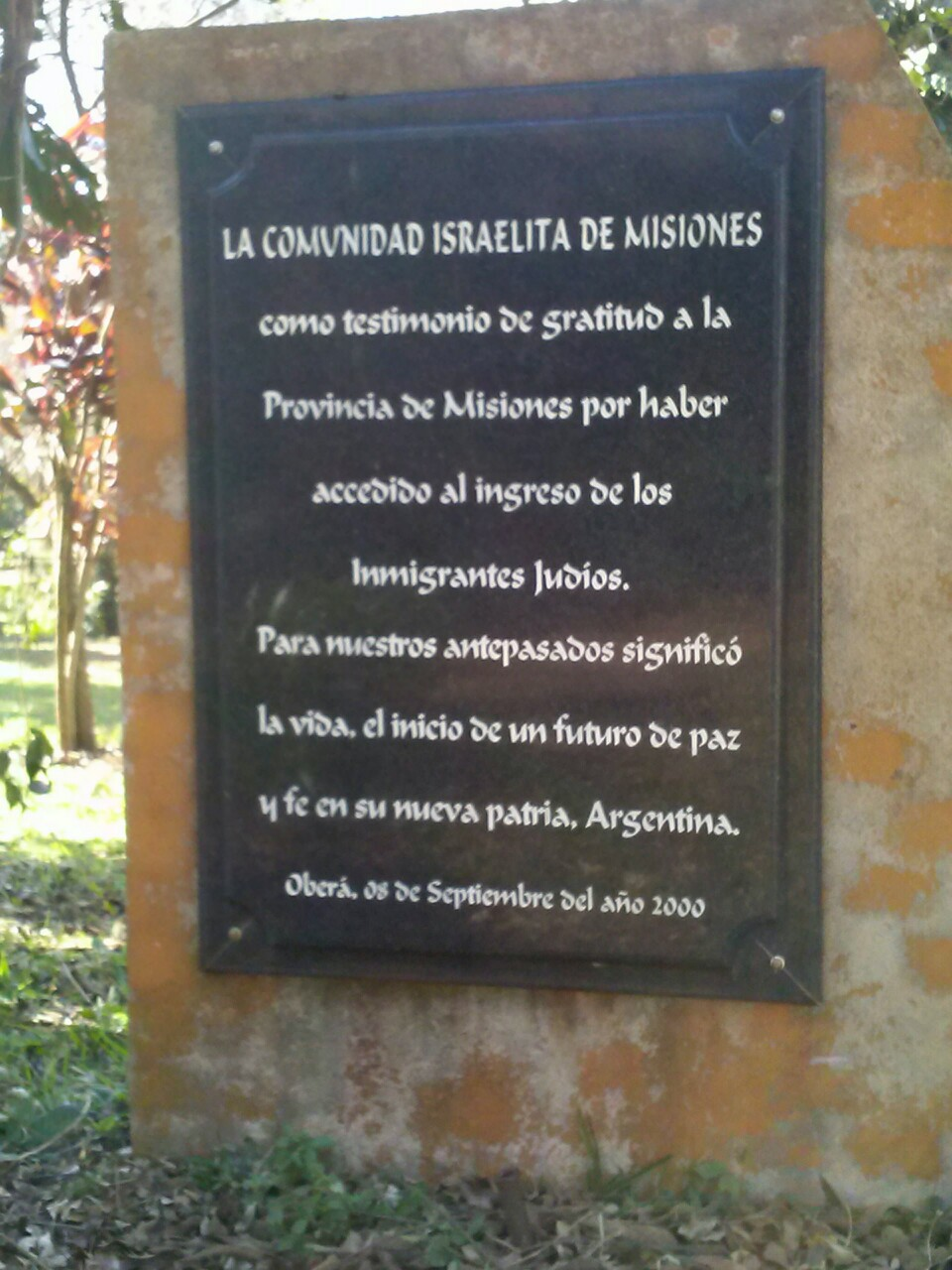
Plaque commémorative à Oberá, dans la province de Misiones, apposée par les immigrants juifs, en reconnaissance à la province pour avoir ouvert ses portes à la communauté juive.

Après Moisés Ville, fut fondée la colonie Mauricio, dans la province de Buenos Aires, près de Carlos Casares, et ensuite les colonies Clara et San Antonio, en Entre Ríos. Entre la création de la JCA en 1891 et la mort du baron Hirsch en 1896, la JCA géra l’immigration d’une dizaine de milliers de juifs en Argentine, originaires principalement d’Europe orientale. Par la pratique de la vente à tempérament, la JCA sut faciliter l’accession à la propriété de la terre. Ainsi, vers 1940, 80 % des colons juifs avaient terminé de rembourser leurs dettes et étaient donc devenus propriétaires. Il existait par ailleurs des colonies juives créées sans le secours de la JCA, soit par des colons en désaccord avec celle-ci, soit par des immigrants résolus de s’organiser eux-mêmes. De telles colonies existaient dans les provinces de Buenos Aires, de Río Negro, du Chaco et de La Pampa. Aussi, si certes beaucoup de ces immigrants juifs choisissaient de s’installer dans les principales villes d’Argentine, nombre d’autres acquirent des terres par le biais de la JCA et établirent de petites colonies agricoles (comunas) dans l’intérieur du pays, plus particulièrement dans les provinces de Santa Fe et d’Entre Ríos. 
Dans chaque colonie, l’activité agricole, tout en s’adaptant aux conditions particulières de la zone où elle était implantée, était toujours mixte, c’est-à-dire s’appuyant en même temps sur les cultures, l’élevage avec ses dérivés, l’apiculture, l’horticulture, etc. Les habitants de ces colonies rurales juives sont désignés par le surnom de gauchos juifs, en référence à un livre portant ce titre d’Alberto Gerchunoff.
Le coopérativisme fit son apparition dans les colonies juives en 1900, à Basavilbaso, dans la province d’Entre Ríos. Plus tard, les coopératives de toutes les colonies s’unirent dans la Fraternidad Agraria, qui se chargeait de les coordonner. Les colonies juives entreprenaient d’autre part de créer leurs propres hôpitaux, écoles et bibliothèques. En fait, la quasi-totalité des pionniers de l’intelligentsia judéo-argentine est issue des premières familles arrivées dans les colonies dans le cadre de l’immigration organisée par la JCA.
En Entre Ríos furent créées les colonies juives suivantes :
- Dans le département de Colón : la Colonia San Antonio, grande de 22 386 hectares, dont le centre urbain est Pueblo Cazes (fondé en 1892) ; la Colonia Palmar-Yatay, de 1893, avec son centre urbain autour de gare d’Ubajay, et couvrant 11 368 hectares.

- Entre les départements d’Uruguay et de Gualeguaychú : la Colonie Lucienville, de 40 630 hectares, avec pour bourg-centre la localité de Basavilbaso (1894).

- dans le département de Villaguay : la Colonia López y Berro, de 10 640 hectares (1907) ; la Colonia Clara (1892), de 80 625 hectares, avec comme centres urbains La Capilla (aujourd’hui Ingeniero Sajaroff), Villa Domínguez et Clara.

- Dans le département de Concordia : la Colonia Santa Isabel, de 12 970 hectares (1908).

- Dans le département de Paraná : la Colonia Luis Oungre, s’étendant sur  9 239 hectares (1924). Cette colonie et la Colonia Leonardo Cohen, de 13 835 hectares à La Paz y Villaguay (1931) entourent la Villa Alcaraz.

- Par des juifs réchappés de l’Allemagne nazie fut créée en 1936, dans le département de La Paz, la Colonia Avigdor, vaste de 17 175 hectares.

- Dans l’actuel département de San Salvador furent fondées en 1908 les colonies Curbelo et Walter Moss, de 12 826 hectares[27].

En 1895, on comptait dans les colonies de la JCA 1 222 colons ; en 1934, 2 944, et en 1940, 3 609. Après cette date s’amorça une période de déclin pour les colonies juives : en 1970, il ne restait plus guère que 2000 colons et leurs familles. Souvent, la recherche de meilleures conditions de scolarité pour leurs enfants incitait les colons à quitter les zones rurales et à déménager pour les grandes villes, c’est-à-dire là où l’État argentin tendait à orienter ses investissements dans le domaine éducatif et sanitaire.

##### Colonies fondées par des immigrants juifs en Argentine

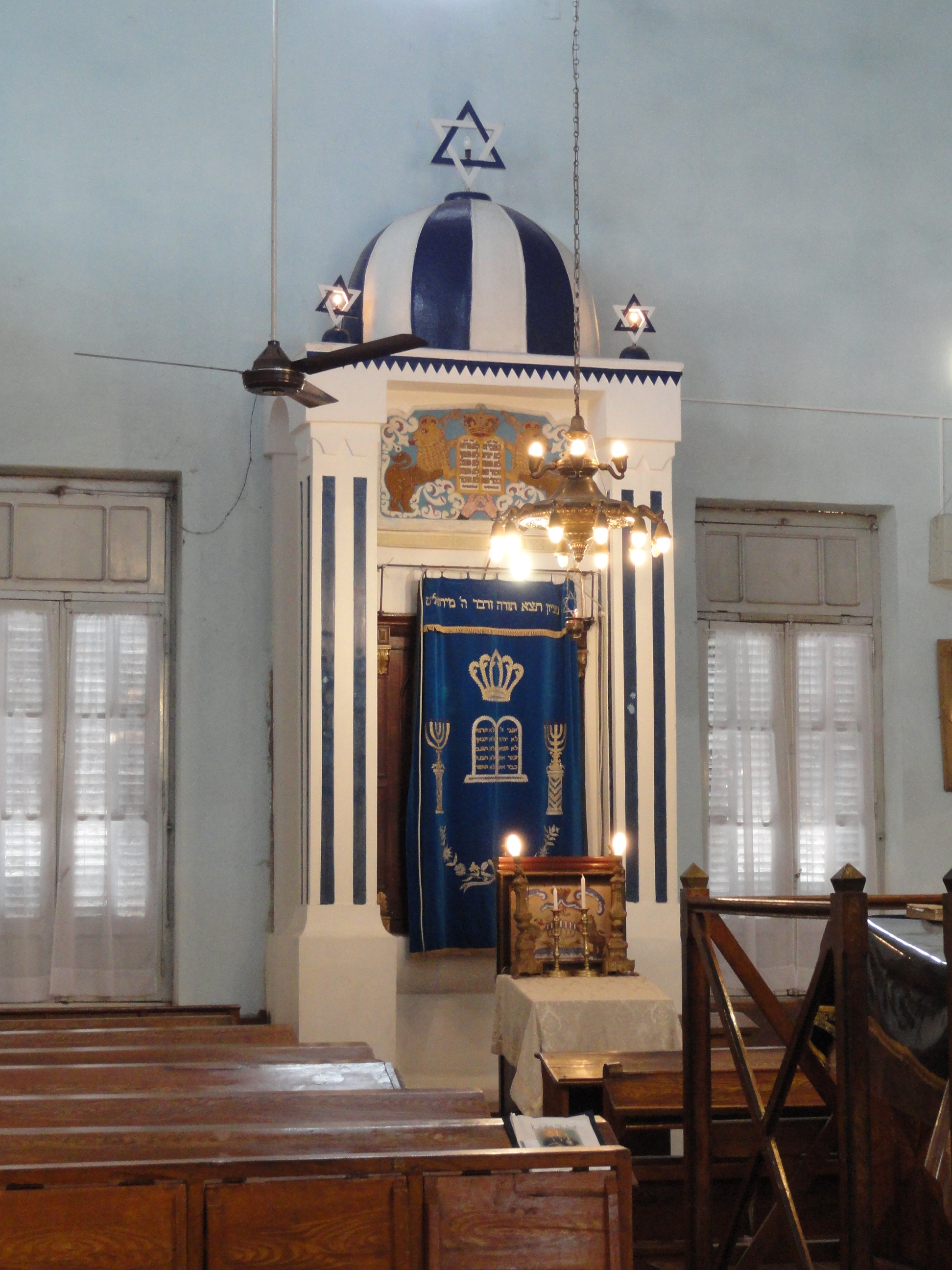
Intérieur d’une synagogue à Moisés Ville.

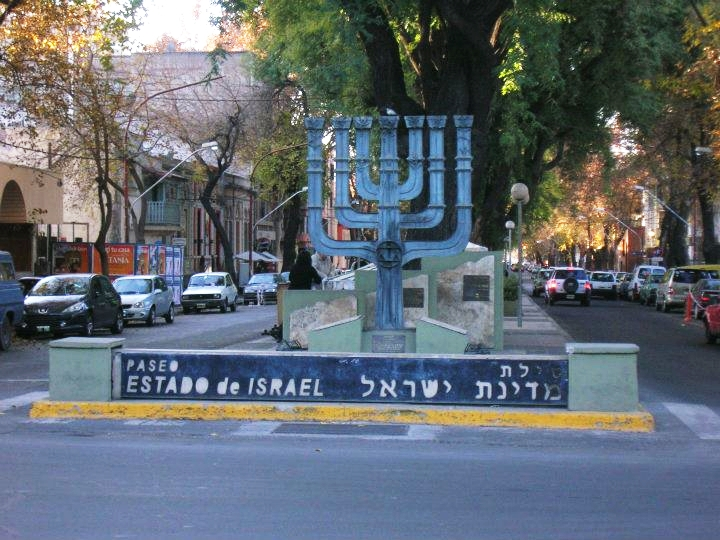
Allée Estado de Israel dans la ville de Mendoza.

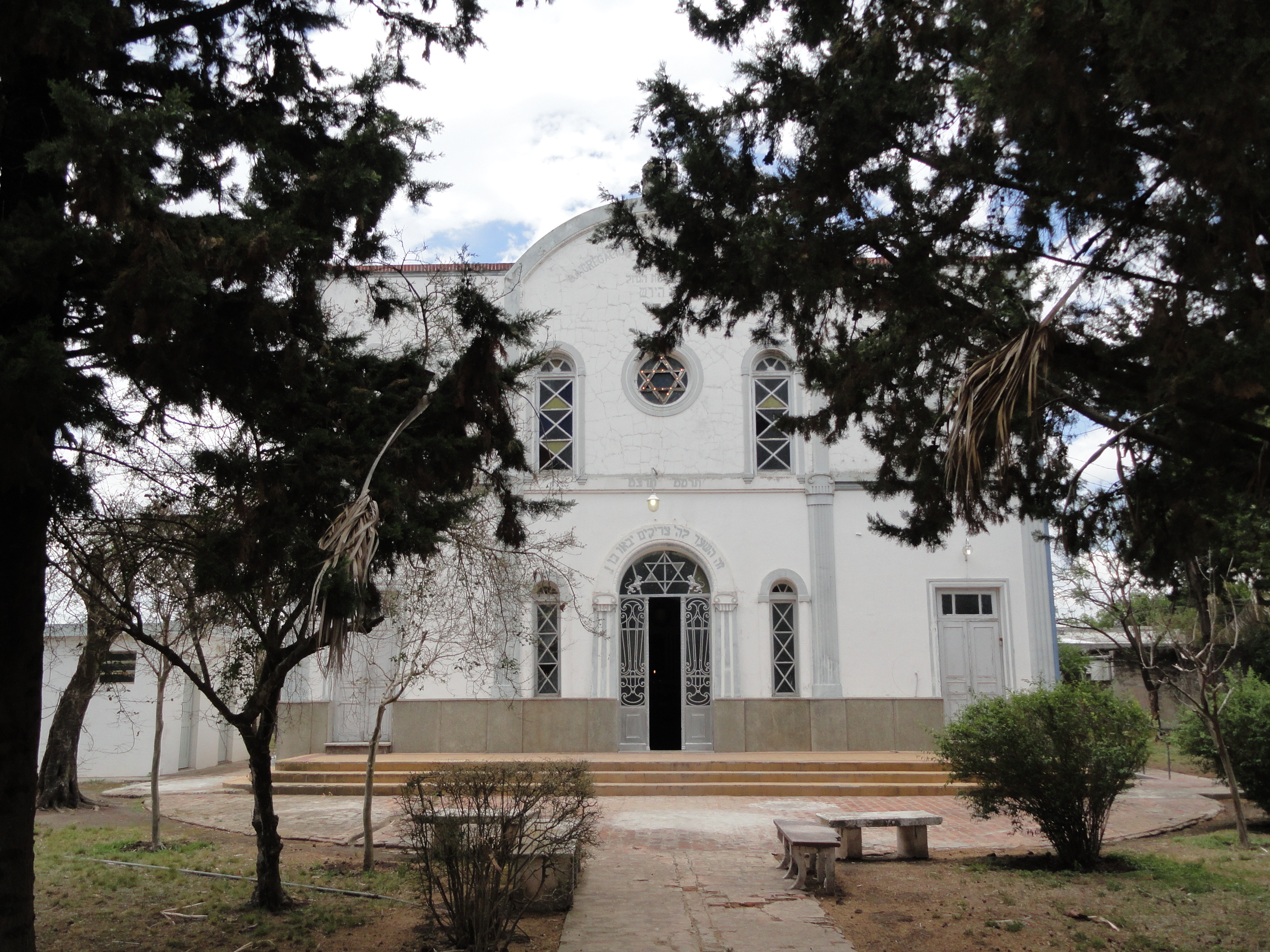
Synagogue Baron Hirsch à Moisés Ville.

##### Colonies fondées par des immigrants juifs en Argentine[30]
- Province de Buenos Aires
  - Carlos Casares
  - Colonia Lapin
  - Mauricio Hirsch
  - Delfín Huergo
  - Moctezuma
  - Rivera
  - Smith

- Province d'Entre Ríos
  - Basavilbaso
  - Bovril
  - General Campos
  - Ingeniero Miguel Sajaroff
  - La Clarita
  - Pueblo Arrúa
  - San Salvador
  - Ubajay
  - Villa Clara
  - Villa Domínguez

- Province de Santa FeSynagogue Baron Hirsch à Moisés Ville.
  - Capivara
  - Ceres
  - Colonia Montefiore
  - Las Palmeras
  - Palacios
  - Moisés Ville
  - Virginia

- Province de La Pampa
  - Bernasconi
  - General Acha
  - Rolón

- Province de Santiago del Estero
  - Colonia Dora

#### L’immigration juive urbaine
Historiquement, et comme tous les peuples minoritaires, le juif, arrivé dans la société d’accueil, avait coutume de s’implanter de préférence en milieu urbain. En Argentine également, une fois révolue la période des colonies agricoles, la majorité des juifs d’Europe de l’est alla s’installer désormais dans les principales villes du pays, au premier chef à Buenos Aires, mais aussi à Córdoba, Rosario et San Miguel de Tucumán, entre autres. À l’instar de tous les contingents migratoires, les juifs tendaient à se regrouper dans certains quartiers déterminés. Cette propension au regroupement s’explique par la circonstance que les migrations s’organisaient en règle générale sur la base de filières de migration, et par les liens de solidarité entre compatriotes, c’est-à-dire originaires du même pays ou de la même région, la communauté de quartier permettant ensuite à l’immigrant non encore en possession de la langue locale de pouvoir néanmoins communiquer avec ses voisins. Dans le cas des juifs, qui en plus de la langue partageaient une religion particulière, habiter le même quartier leur facilitait l’organisation de lieux de culte, l’accès à des aliments conformes aux préceptes rituels, la création de salles aménagées pour l’éducation de leurs enfants dans les traditions et dans la religion juives, etc.
De la même façon que pour la plupart des courants migratoires de cette époque, les premiers quartiers où tendaient à se concentrer les juifs de Buenos Aires furent les environs du port, en l’occurrence, La Boca et Barracas. Peu à peu, à mesure que le déménagement des familles plus aisées laissait vacantes leurs propriétés, et que les prix de leurs loyers se faisaient plus accessibles, les juifs s’en allèrent s’installer dans le centre-ville. Le premier noyau de peuplement juif hors zone portuaire apparut aux alentours de la Plaza Lavalle, en face de l’actuel Palais de justice. En 1895, 62 % des ashkénazes d’Argentine vivaient dans cette zone. La deuxième étape dans le processus de regroupement par quartier consista dans le déménagement des juifs en direction de l’actuel quartier Once. Ce quartier, en plus d’être lieu de résidence, vit aussi surgir les institutions religieuses et communautaires juives, de même que les premiers établissements commerciaux, surtout dans le secteur du textile. Pour les juifs, le quartier Once figura bientôt comme leur centre communautaire, où notamment la langue yiddish pouvait s’entendre dans les rues.
Le 27 septembre 1897, la première pierre de l’actuelle Synagogue de la Congrégation israélite de la République argentine (CIRA) fut posée au n° 785 de la rue Libertad, dans un îlot attenant à la Plaza Lavalle, lors d’une cérémonie à laquelle assista le maire de Buenos Aires, Francisco Alcobendas. Il y avait à ce moment quelque 13 mille juifs en Argentine. Les deux premiers rabbins de la CIRA furent Henry Joseph et, à partir de 1906, Samuel Halphon (ou Halphón dans la graphie espagnole) ; Français tous les deux, et qualifiés par la communauté juive de Paris, ils appartenaient au secteur de la communauté le plus proche du judaïsme d’Europe occidentale, c’est-à-dire le plus instruit et le plus imprégné par les valeurs des Lumières. Il s’agissait, y compris du point de vue religieux, d’un milieu plus enclin à s’intégrer aux autres fractions de la société argentine.
À la même époque, d’autres sièges religieux juifs furent créés, qui non seulement servaient de lieu de prière en communauté, mais faisaient office également de centres d’éducation juive traditionnelle. (À noter que les temples juifs ne requéraient de consécration d’aucune sorte, et que bien souvent il s’agissait simplement d’un lieu où pouvait se réunir un minimum de dix hommes juifs adultes, condition indispensable à la prière communautaire.) Au début, les juifs tendaient à se grouper en fonction de leur pays ou région d’origine pour exercer leurs pratiques religieuses.
Une des premières tâches institutionnelles de la communauté juive fut d’obtenir le permis d’aménager son propre cimetière, afin de pouvoir inhumer ses morts conformément aux rites religieux. Alors que les protestants avaient obtenu un tel permis dès 1821, les juifs durent attendre jusqu’à 1894 avant que leur Chevra Kedusha (Congrégation pieuse) fût acceptée. Jusque-là, les juifs avaient enterré leurs morts à la Chacarita ou dans le cimetière protestant ; cependant, après 36 enterrements juifs entre 1896 et 1897, les protestants faisaient savoir qu’il y n’avait plus de place. En 1936, la communauté ashkénaze inaugura son cimetière principal à La Tablada, dans la proche banlieue ouest de Buenos Aires.

### XXesiècle

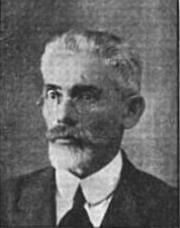
Jacobo Joselevich, dirigeant communautaire du début du XXe siècle. Il fut président de la Fédération sioniste argentine.

Ce ne sera pas avant 1900 que, par voie de décret du président Roca, la Chevra Kedusha obtint la personnalité juridique. Son bâtiment actuel (2014), sis au no 633 de la rue Pasteur, fut inauguré en 1945. Conçu à l’origine pour résoudre le problème des inhumations, la Chevra Kedusha élargit ses fonctions par la suite, jusqu’à se muer en 1949 en l’Association mutuelle israélite argentine (AMIA). Les objectifs de cette association sont mutualistes, philanthropiques et culturelles, et comprennent, — outre celui de promouvoir, chez les membres de la communauté juive, la transmission de la culture et des valeurs juives —, celui de développer les liens entre les communautés juives du monde entier, en ce compris celle d’Israël, et de garantir l’engagement de la communauté juive argentine envers son pays. D’autre part, l’AMIA déploie une activité d’aide sociale pour les nécessiteux, tant juifs que non juifs.
En 1900 fut fondé l’organisation Ezrah (Aide), sous l’égide de laquelle l’Hôpital israélite de Buenos Aires put être édifié en 1921. Ainsi, à l’instar des Britanniques, des Italiens, des Français, des Espagnols et des Allemands, la communauté juive fait-elle bénéficier toute la société argentine d’un hôpital ouvert à tous. Virent le jour également une Ligue argentine israélite contre la tuberculose, et, en 1915, le Foyer israélito-argentin pour personnes âgées et orphelins (Hogar Israelita-Argentino para Ancianos y Huérfanos).
Entre 1906 et 1912, l’immigration juive s’accrut à un rythme d’environ 13 000 immigrants par an, la majorité de ceux-ci provenant d’Europe orientale, mais aussi du Maroc et de l’Empire ottoman. Les immigrants juifs en Argentine surent s’adapter rapidement et joueront bientôt un rôle important dans la société argentine.
En 1919, sous la présidence d’Hipólito Yrigoyen du parti radical, lors de ce qu’il est convenu d’appeler la Semaine tragique, les forces de police, des militaires et des groupes civils « patriotiques » composés de jeunes gens des classes supérieures, perpétrèrent dans le quartier portègne de l’Once le seul pogrom jamais enregistré sur le continent sud-américain. Plus de 100 juifs furent assassinés et plusieurs centaines blessés ; des viols furent commis, et des biens et des livres brûlés, au cri de « que meurent les juifs »,.

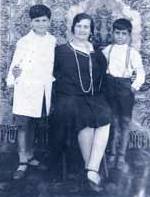
Raquel Liberman, immigrante polonaise en Argentine, victime de la traite des Blanches par l'organisation criminel Zwi Migdal (années 1930)

En 1920, environ 150 000 juifs vivaient en Argentine. À partir de 1928, et plus spécialement après qu’Adolf Hitler eut pris le pouvoir en 1933, des vagues d’immigrants juifs déferlèrent sur l’Argentine, venant de l’Allemagne nazie et du reste de l’Europe occupée, dont plusieurs milliers de juifs allemands.
Malgré certaines restrictions, l’Argentine sera le pays latino-américain qui entre 1933 et 1945 recueillit le plus grand nombre de réfugiés juifs. À partir de 1928, aux environs de 45 000 juifs européens entrèrent dans le pays, dont probablement la moitié de façon illégale.
Dans les années 1930 et 1940, l’Argentine vit son secteur manufacturier croître en nombre d’entreprises, mais tout en gardant la configuration antérieure de son industrie, à savoir quelques rares grandes usines et beaucoup de petites entreprises. La fabrication était une occupation pour étrangers : en 1939, la moitié des propriétaires et travailleurs des petits ateliers de fabrication étaient des immigrants, et bon nombre parmi eux des réfugiés juifs récemment arrivés d’Europe centrale.

#### Avènement de l’État d’Israël

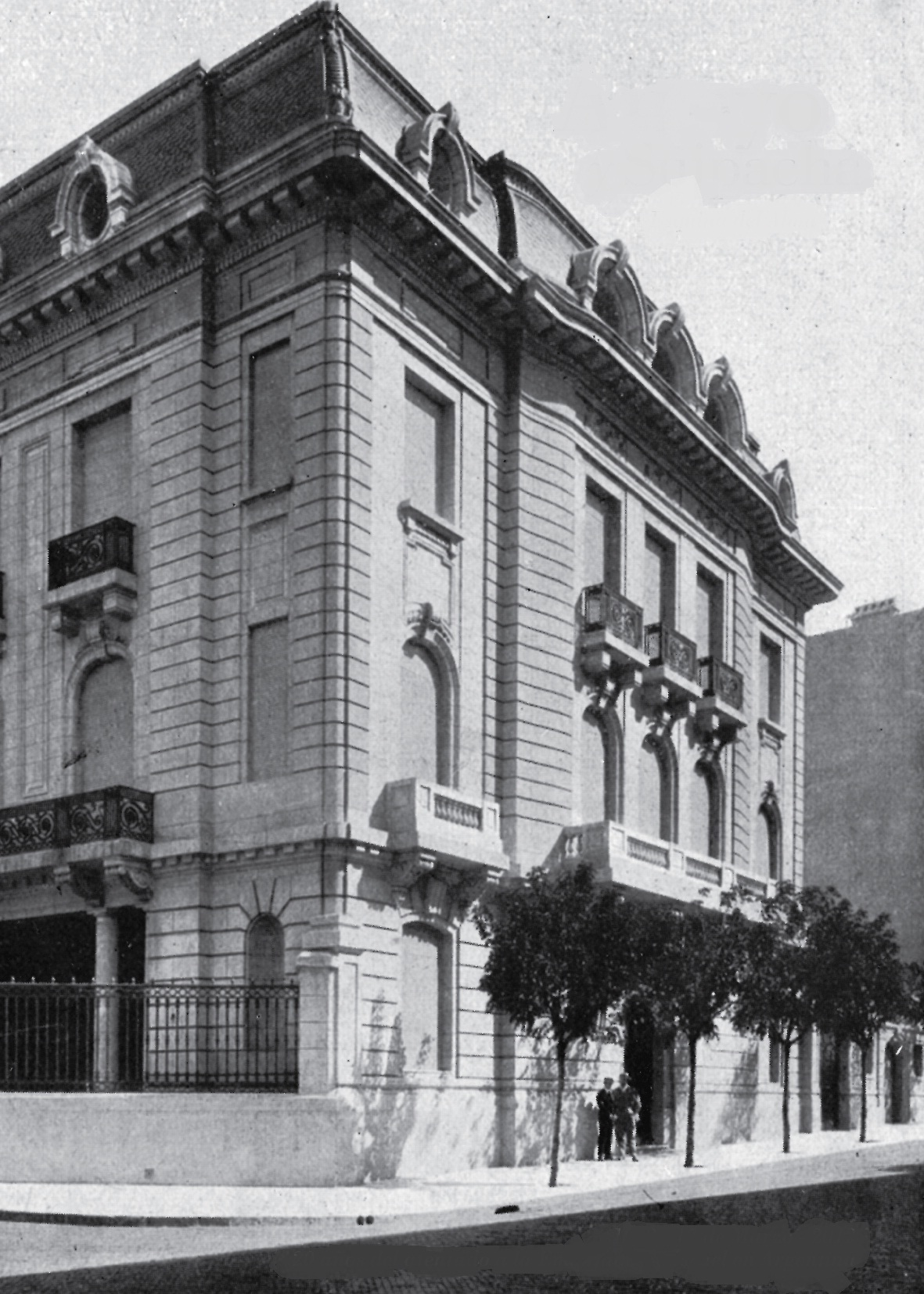
La première ambassade d’Israël en Argentine, rue Arroyo à Buenos Aires.

Au début des années 1950, l’immigration juive commença à diminuer, dans le même temps que l’Argentine établissait des relations diplomatiques avec l’État d’Israël. En effet, l’Argentine fut le troisième pays à réconnaître Israël, le 14 février 1949, sous le gouvernement de Juan Perón, et noua aussitôt avec ce pays des relations diplomatiques. Le gouvernement péroniste fut aussi le premier d’Amérique latine à conclure un accord commercial bilatéral avec Israël. Parallèlement à l’action de l’État, la Fondation Eva Perón envoyait par navire des vêtements et des médicaments pour soulager les milliers de migrants juifs arrivés dans l’État hébreu nouvellement créé, dons pour lesquels la ministre israélienne Golda Meir remercia personnellement lorsqu’elle visita l’Argentine en avril 1951. Témoin aussi de l’attitude favorable du péronisme, Eva Perón assista à l’inauguration du siège de l’Organización Israelita Argentina (OIA) à Buenos Aires, en août 1949. De 1950 jusqu’au 17 mars 1992, l’ambassade d’Israël avait son siège au no 910 de la Calle Arroyo, à l’angle de la Calle Suipacha.

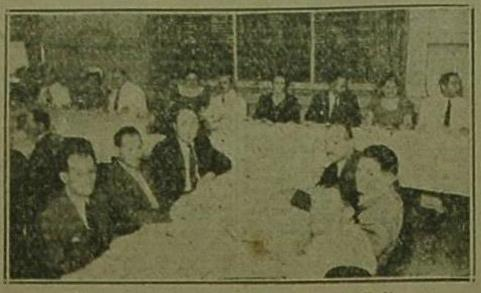
Banquet organisé pour l'Organisation israélite argentine lors du salon sioniste de Santa Fe (mars 1949)

Le 15 février 1949, le ministère des Relations extérieures et du Culte (la Chancellerie) informa que le Pouvoir exécutif reconnaissait l’État d’Israël comme État souverain. Cinq jours avant de transférer sa résidence de Montevideo vers Buenos Aires, Jacob Tsur (premier ambassadeur israélíen) se vit offrir par la communauté juive uruguayenne de passer quelques jours avec sa famille dans la ville balnéaire de Punta del Este, où il s’entretint avec deux Argentins, qui lui suggérèrent d’acquérir à Buenos Aires une demeure dans un quartier distingué, pouvant servir à la fois de légation et de résidence. Sept mois après l’arrivée de Tsur à Buenos Aires, acquisition fut faite d’un petit hôtel particulier situé en plein dans le quartier diplomatique. 
La transaction s’était effectuée par le truchement de la famille Mihanovich, qui était domiciliée au 910 de la Calle Arroyo. Après achèvement des travaux de rénovation, l’ambassade fut inaugurée le 23 avril en 1950. Tsur la décrivit comme « l’une des plus belles ambassades d’Israël dans le monde » ; Elías Teubal, un des deux Argentins rencontrés à Punta del Este, lui avait dit que l’édifice « devait dépasser, en beautés et équipements, l’ambassade du Liban », qui en ce temps-là était la seule représentation diplomatique proche-orientale présente à Buenos Aires. Dès sa mise en service, l’ambassade remplit une fonction importante dans la vie communautaire juive en Argentine, notamment comme lieu de célébrations et de réunions.
À l’heure actuelle, après la destruction de cette ambassade originelle de la Calle Arroyo par l’attentat de 1992, les services diplomatiques de l’État d’Israël sont hébergés au dixième étage de la Torre La Buenos Aires, sur l’avenue de Mai.

### XXIesiècle

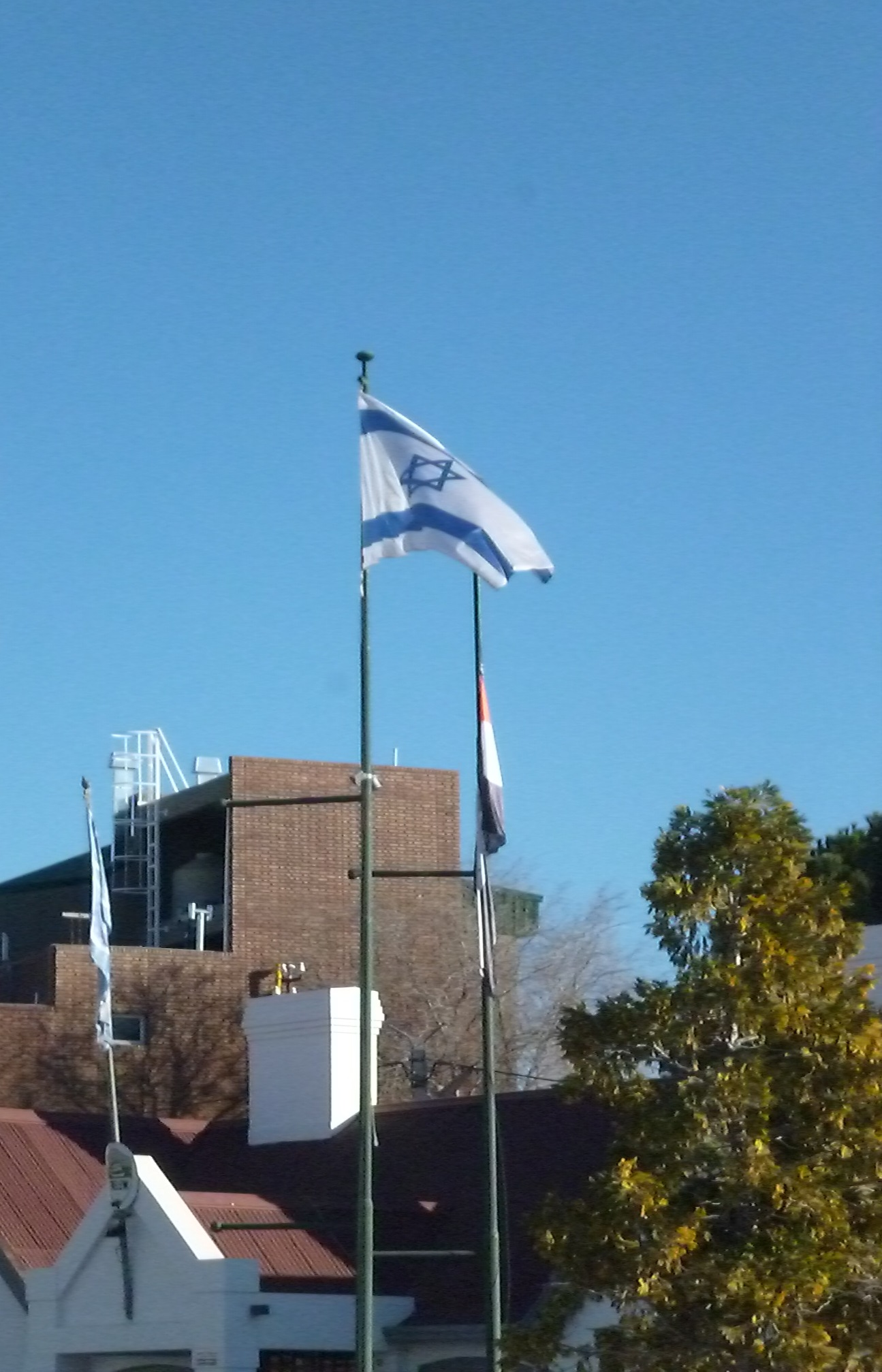
Drapeau d'Israël sur la Plaza de las Colectividades, dans la ville de Trelew (province du Chubut).

Pendant la crise économique de 1999-2002, environ 4 400 juifs argentins firent leur alya (retour en Israël). Après le rétablissement de l’économie argentine en 2003 et la restauration de la croissance, l’émigration s’infléchit, et quelques-uns qui avaient quitté le pays pour Israël retournèrent en Argentine. Au total, quelque 10 000 juifs argentins ont émigré vers Israel dans les années 2000. La situation économique obligea plusieurs institutions juives, telles qu’écoles, centres communautaires, clubs et congrégations, à fusionner.
Les fêtes de Roch Hachana et du Yom Kippour, ainsi que les premiers et les deux derniers jours de Pessa'h, ont été officiellement reconnus comme jours fériés.
En 2006, la population juive d’Argentine était chiffrée à environ 184 500 personnes selon certaines estimations, à 250 000 selon d’autres. La majorité vit à Buenos Aires, Córdoba, Rosario, San Miguel de Tucumán et dans d’autres grandes villes. La communauté juive argentine est par la taille la troisième d’Amérique, derrière celles des États-Unis et du Canada, et la plus grande d’Amérique latine. Ces effectifs représentent environ 0,5 % de la population argentine totale, qui selon le recensement de 2001 s’établissait à 36,26 millions de personnes, et il a été calculé que 1,4 % de l’ensemble des juifs dans le monde vivent dans ce pays .
Aux alentours de 60 % de la communauté juive d’Argentine réside d’une part à Buenos Aires, Córdoba et Rosario, et d’autre part dans les colonies agricoles des provinces de Buenos Aires, d’Entre Ríos et de Santa Fe, fondées autrefois spécialement pour accueillir les immigrants, et dont les plus importantes sont aujourd’hui Basavilbaso, Moisés Ville et Villa Domínguez.
Dans la province de Tucumán, qui héberge la collectivité juive la plus nombreuse du nord argentin, un gouverneur de province prêta serment, pour la première fois dans l’histoire de l'Argentine, devant les rouleaux de la Torah. Des synagogues, centres culturels et cercles juifs existent à San Miguel de Tucumán, à Yerba Buena et à Concepción.

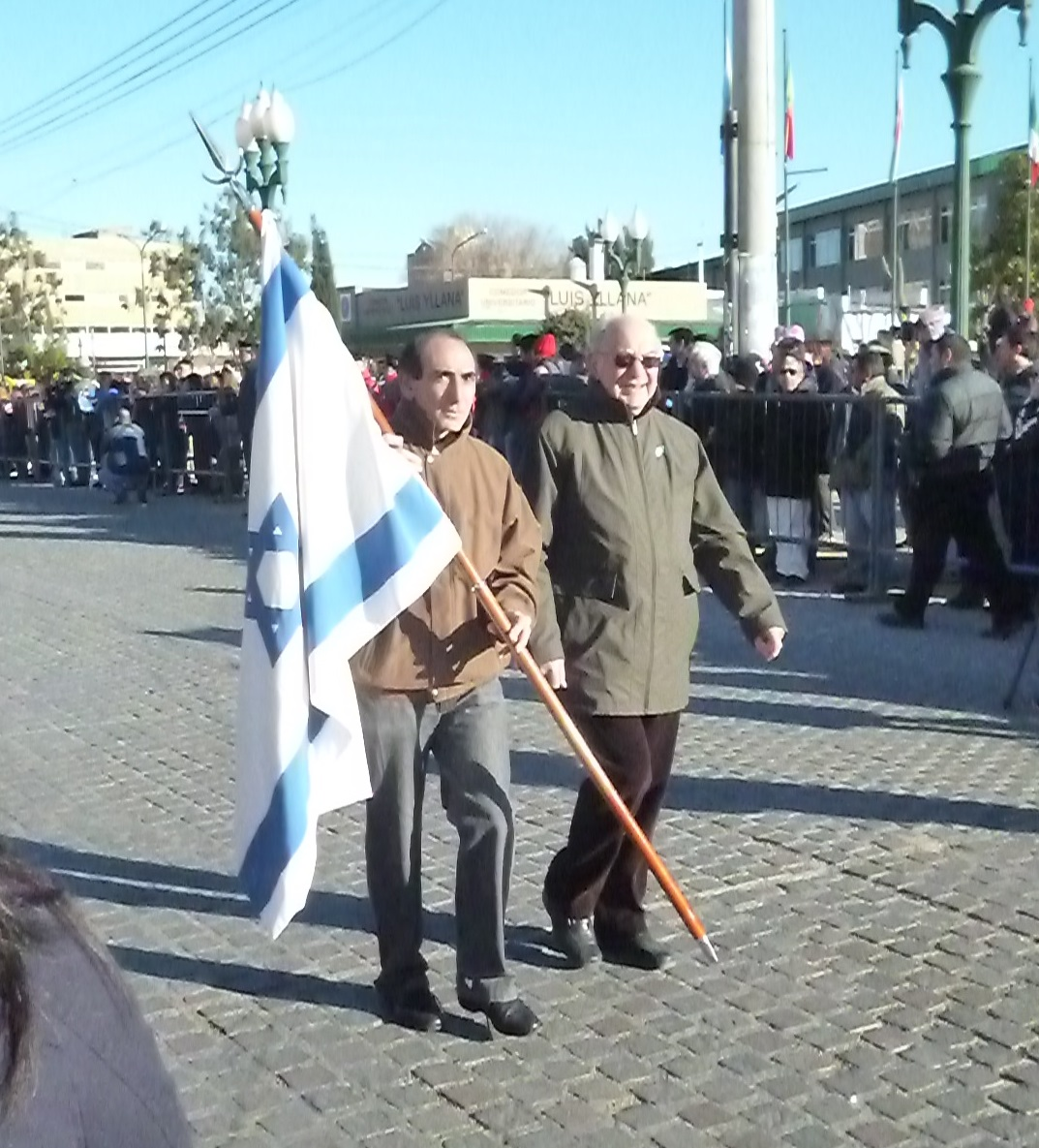
Communauté juive de Trelew

À Buenos Aires, certains quartiers se signalent par une forte présence de population juive ; ce sont en particulier : Balvanera (avec le quartier d’Once), Villa Crespo, Belgrano, Barracas, entre autres. Plusieurs parmi eux possèdent des synagogues et des cercles juifs.
Près de 70 % des juifs argentins sont ashkénazes, c’est-à-dire originaires d’Europe centrale et orientale, et quelque 30 % sont séfarades, c’est-à-dire venus d’Espagne, du Portugal, du Maroc, des Balkans, de Syrie, de Turquie et d’Afrique du Nord.
La loi 20843 de 1907 disposait que le titulaire du Pouvoir exécutif pouvait, sur sollicitation des parents, se faire le parrain religieux du septième enfant mâle d’une famille argentine. En 2009, la loi fut modifiée à l’effet d’inclure les septièmes enfants féminins, les enfants de religion juive et les pères et mères célibataires. Fin 2014, il fut annoncé qu’un septième enfant mâle né de parents juifs serait marrainé par Cristina Fernández de Kirchner lors d’une cérémonie à célébrer dans une synagogue de Buenos Aires.
En avril 2016, le Centre communautaire juif et le Temple NCI-Emanu El, qui accueille tant la tendance du judaïsme conservateur que du judaïsme réformé, s’accordaient à l’unanimité pour célébrer dans ledit temple un mariage entre personnes de même sexe, premier mariage juif religieux officiel entre personnes de même sexe en Amérique latine.

## Antisémitisme

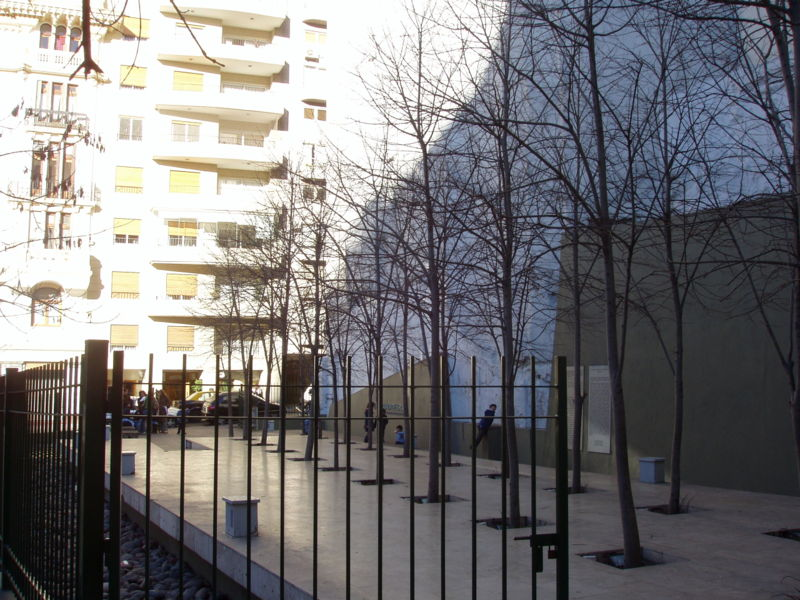
Plaza Embajada de Israel à Buenos Aires : tilleuls plantés à la mémoire de chacune des victimes de l’attentat terroriste en 1992 contre l’ambassade d’Israël.

Les premiers signes d’antisémitisme se firent jour avec l’arrivée du navire Weser le 14 août 1889, lorsque le directeur de l’Immigration, Lix Klett, tenta d’empêcher les juifs de débarquer, au moment où déjà les autres passagers étaient allés à terre. Au terme de deux jours de discussions, et sous la pression des journaux et de la communauté juive, les candidats immigrants furent autorisés à mettre le pied sur le sol argentin. La raison qui poussa finalement Lix Klett à céder fut le fait que « les immigrants étaient déjà propriétaires de terre argentine, achetée à Hernández »,. 
La peur de l’immigrant comme menace à l’ordre établi céda bientôt la place à la crainte d’un phénomène beaucoup plus dangereux encore pour la classe propriétaire : le mouvement ouvrier organisé. Les immigrants juifs relèveraient de chacun de ces deux périls : être étrangers et être révolutionnaires. L’immigration juive du reste avait quelques caractéristiques particulières : les immigrés juifs n’envisageaient pas de s’en retourner au bout de quelque temps dans aucun autre pays, vu qu’ils n’avaient aucun lien privilégié avec aucun autre État. Ce néanmoins, c’est principalement sur eux qu’allaient retomber les préjugés et la xénophobie à la fin du XIXe siècle et au début du XXe.
Si certes les accusations classiques propres au Moyen Âge (d’alliance avec le diable ou de crimes commis pour raisons rituelles contre les chrétiens) n’avaient plus cours, les préjugés associant les juifs à l’usure, aux taux d’intérêt élevés, à l’avarice et à un rapport maladif avec l’argent, perduraient. Les Russes pour leur part étaient au début du XXe siècle amalgamés avec le fantasme de la révolution socialiste (encore que les juifs ashkénazes étaient souvent assimilés à des « Russes » en Argentine).

### Mouvement ouvrier juif
Comme beaucoup d’autres immigrants, les ouvriers juifs eurent eux aussi tôt fait de mettre sur pied des organisations capables de représenter leurs intérêts ; en 1897 fut ainsi créé le Centre ouvrier israélite. Toutefois, plus fort que la solidarité de classe était le sentiment d’appartenance communautaire, type de solidarité de laquelle pouvaient être partie prenante tant les ouvriers que leurs patrons. Le premier syndicat juif ouvrier, fondé en 1906, regroupait les chapeliers. Un an plus tard fut fondée l’Organisation des travailleurs socialistes démocratiques juifs, dont les élections internes furent remportées par des militants socialistes issus du Bund. Ce dernier entendait s’insérer dans les rangs du Parti socialiste (PS), mais comme fraction à part. En particulier, au motif que les persécutions anti-juives faisaient que l’ouvrier juif avait à mener une lutte double contre l’oppression et qu’il était détenteur d’une culture particulière apportée d’Europe, le Bund s’efforçait de maintenir le yidiche comme idiome de propagande du groupe. Mais le PS argentin, au rebours du PS américain, ne reconnaissait pas de fractions ethniques en son sein ; pas davantage le parti n’admettait-il l’existence de syndicats juifs autonomes comme il y en avait en Europe, arguant qu’en Argentine des persécutions spécifiquement dirigées contre les juifs ne se produisaient pas. Le refus d’admettre une fraction autonome juive n’est pas imputable à des préjugés anti-juifs, attendu que le PS autorisait l’usage du yidiche lorsque les ouvriers juifs ne comprenaient pas le castillan ; en cela, cette politique coïncidait avec celle du Parti social-démocrate russe, qui œuvrait alors à renverser le tsar. Au surplus, il y avait des militants juifs tant parmi les défenseurs bundistes du yidiche que parmi leurs contradicteurs dans le PS. À partir de 1908, le Bund publia le journal Der Avangard (littér. L’Avant-garde), qui sera édité jusque dans la décennie 1920, puis remis en circulation après 1930 sous le titre de Páginas Socialistas. Les rédacteurs de ce journal défendaient la langue yidiche et la culture séculaire juive. Le mouvement anarchiste avait aussi son lot de militants juifs, témoin notamment le fait qu’en 1908, le journal anarchiste La Protesta publia pendant quatre mois une page en yidiche. Les anarchistes juifs éditaient aussi leur propre revue, qui cependant n’eut que peu de répercussion, et fondèrent en 1916 l’organisation culturelle Asociación Racionalista Judía. Ils faisaient partie de la centrale syndicale anarchiste Federación Obrera Regional Argentina (FORA) et se distinguèrent plus particulièrement par leur lutte contre la traite des Blanches.
Le 1er mai 1909, fête du Travail, une manifestation ouvrière fut durement réprimée par la police ; parmi les quatre morts résultant de l’intervention policière figurait Jacobo Resnicoff, âgé de 22 ans. Le 14 novembre, le militant anarchiste d’origine juive Simón Radowitzky, 18 ans, lança une bombe qui assassina le commissaire en chef de la police fédérale, le colonel Ramón Lorenzo Falcón (1855-1909). Radowitzky, condamné à mort, eut sa peine commuée en détention à perpétuité et fut incarcéré dans la prison d'Ushuaïa. La non mise à mort de Radowitzsky donna lieu à des manifestations au cri de « les Russes dehors ». À la loi de Résidence, qui permettait l’expulsion des immigrants indésirables, fut adjointe en 1910 la loi dite de Défense sociale, au motif que, aux dires du président Figueroa Alcorta, les ouvriers de gauche et anarchistes nourrissaient le dessein de saboter les festivités du centenaire de la révolution de Mai. Le fantasme du socialisme dérivait de la Révolution russe de 1917 et des tentatives révolutionnaires de Bavière en 1918 et 1919 ou de Hongrie de 1919. Les juifs étaient, en raison de ce qu’ils venaient pour la plupart de Russie, associés à ces éléments subversifs et de contestation sociale. Ainsi s’alliaient contre les juifs de Buenos Aires les préjugés traditionnels contre leur religion, les accusations de domination juive sur le monde capitaliste, et les soupçons de fomenter la révolution socialiste ‒ tous éléments qui présideront au pogroms survenus dans le cadre de la Semaine tragique.
Ces pogroms, qui se produisirent en janvier 1919 à Buenos Aires, furent commis par des groupes de jeunes gens des classes supérieures et étaient tolérés, sinon encouragés par les autorités, afin de contrecarrer une grève générale, dont les citoyens juifs étaient tenus responsables. Dans le cadre de cette grève, et de la vague de répression qu’elle suscita, des groupes paramilitaires, tels que la Ligue patriotique argentine, envahirent les quartiers juifs, assassinant, violant et molestant les habitants, et brûlant maisons, biens et livres. Les forces de police mirent en détention, puis torturèrent le journaliste juif Pedro Wald, Rosa Weinstein, Juan Zelestuk et Sergio Suslow, sous la fausse incrimination de fomenter une conspiration « judéo-communiste ». Bon nombre de militants durent émigrer. Dans son ouvrage intitulé Koschmar / Pesadilla (littér. Cauchemar), publié en 1929, Wald relatera les sévices qu’il avait eus alors à subir,.

### Immigration juive dans la décennie 1930
À partir de 1928, des vagues d’immigrants juifs arrivèrent en Argentine depuis l’Allemagne, plus particulièrement après l’arrivée au pouvoir de Hitler en 1933. L’Argentine mit alors en œuvre une politique migratoire tendant à empêcher l’immigration de juifs et à refuser l’asile aux juifs persécutés. Beaucoup d’immigrants juifs allemands s’ introduisirent dans le pays illégalement,.

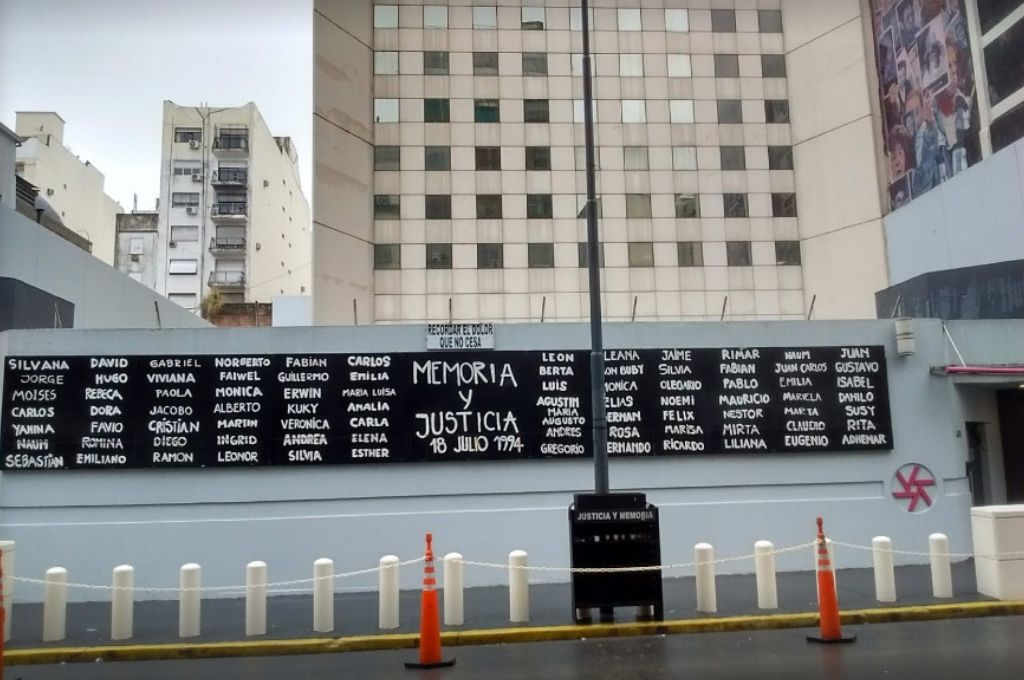
Installation murale de l’AMIA à la mémoire des victimes mortelles de l’attentat terroriste survenu en 1994.

En 1937, le consul d’Argentine dans la ville de Gdynia, en Pologne, envoya plusieurs notes au ministre Carlos Saavedra Lamas, sous l’intitulé de « problème sémite ». Dans celle du 14 juillet 1937, il écrivit : « Je suis d’opinion qu’il conviendrait que l’on mette plus d’entraves à l’immigration de cette race, qui part de Pologne animée de la plus profonde rancœur envers le chrétien, et disposée à commettre les plus grands excès ».
En 1938, peu avant le début de la Seconde Guerre mondiale, le gouvernement argentin du président Roberto M. Ortiz ordonna, par une circulaire secrète signée par le chancelier (ministre des Affaires étrangères) radical José María Cantilo, aux consuls argentins en Europe de refuser le visa aux « indésirables et expulsés », ce qui englobait aussi les citoyens juifs d’Europe.
En 1940, alors que l’on permettait l’entrée en Argentine de travailleurs provenant de Suisse, de Hollande, de Pologne et de Hongrie, entre autres, on blâmait l’afflux illégal de 2000 juifs. La pratique discriminatoire de la Direction des migrations dans la période 1940-1943 apparaît clairement à l’examen du solde des immigrants refoulés et admis : globalement, sur quatre immigrants, un seulement était refusé, tandis que dans le cas des immigrants juifs, seul un sur quatre était admis à entrer.
Pourtant, en dépit de ces restrictions, l’Argentine fut le pays latino-américain qui recueillit entre 1933 et 1945 le plus grand nombre de réfugiés juifs, à savoir, depuis 1928, un nombre autour de 45 000 juifs européens, dont probablement une moitié entra illégalement.

#### Circulaire numéro 11 de 1938

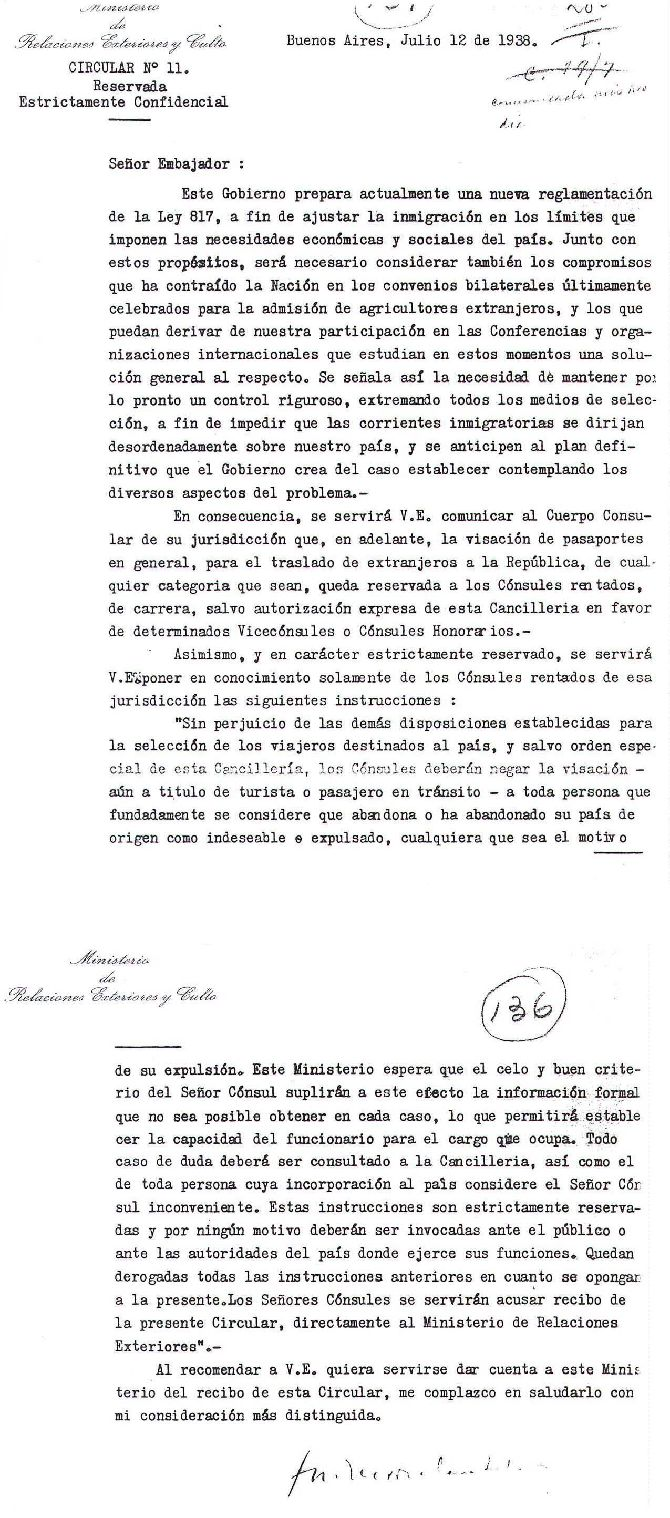
La Circulaire 11 de 1938, expédiée sous la présidence de Roberto M. Ortiz, de l’Union civique radicale antipersonnaliste, était spécifiquement conçue pour faire cesser l’entrée en Argentine de juifs européens fuyant le régime nazi.

La Circulaire numéro 11 de l’année 1938 était un des secrets le plus jalousement gardés par l’État argentin. Signée le 12 juillet 1938 par le chancelier (ministre des Affaires étrangères) José María Cantilo, puis envoyée à toutes les représentations diplomatiques argentines dans le monde, la Circulaire avait été spécifiquement établie pour stopper l’afflux en Argentine de juifs européens fuyant le nazisme. Consigne était donnée tacitement de refuser le visa aux citoyens d’origine juive, au moment où l’Allemagne nazie mettait l’Holocauste en marche.
Dans le premier paragraphe, la circulaire se référait à la conférence d’Évian, réunie en France du 6 au 13 juillet de cette même année, où plus d’une trentaine de pays, y compris les États-Unis et l’Argentine, avaient signé un accord par lequel ils s’étaient engagés à garantir le sort des réfugiés juifs qui fuyaient l’Allemagne nazie et l’Autriche ‒ autrement dit, l’Argentine, alors qu’elle participait à une conférence sur ces réfugiés, émettait une consigne tendant à leur interdire l’entrée sur son territoire. Ainsi la circulaire neutralisait secrètement « les engagements [...] pouvant dériver de notre participation aux conférences et organisations internationales qui étudient en ce moment une solution générale en la matière ». L’organisation internationale à laquelle il est fait allusion n’est autre que la Société des Nations, qui au début de la même année avait également traité le sujet des réfugiés juifs fuyant l’Allemagne. La circulaire faisait également mention des « conventions bilatérales dernièrement conclues pour l’admission d’agriculteurs étrangers », allusion claire aux accords de colonisation signés par l’Argentine et tendant à admettre sur son territoire des agriculteurs juifs allemands.
Afin d’endiguer l’afflux de juifs que ces accords pourraient engendrer, la circulaire ordonnait aux consuls argentins « de refuser le visa [...] à toute personne à propos de qui il est fondé de considérer qu’elle quitte son pays d’origine au titre d’indésirable ou d’expulsé ». La désignation « indésirable », valant synonyme de juif, était d’usage courant dans les documents de la Chancellerie de l’époque. Les archives de la Chancellerie conservent également des lettres dans lesquelles les consuls argentins invoquaient la « Circulaire n°11 » comme justificatif au refus de visa aux juifs. Aussi, sans user expressément du terme de « juifs », la circulaire ne laissait-elle aucun doute sur son objectif.
La Circulaire numéro 11 de 1938 fut mise au jour en 1998 par la chercheuse Beatriz Gurevich lors de son passage par la CEANA (Commission d’élucidation des activités du nazisme en Argentine, en espagnol Comisión de Esclarecimiento de las Actividades del Nazismo en la Argentina), entité mise sur pied par le chancelier Guido Di Tella sous le gouvernement de Carlos Menem. Beatriz Gurevich redécouvrit la circulaire « égarée » parmi les caisses de l’ambassade d’Argentine à Stockholm en Suède. Cependant, après que la chercheuse eut quitté son poste, non sans avoir d’abord fait part de sa découverte, les autorités d’alors décidèrent d’archiver à nouveau le document et, vraisemblablement, de le détruire et de ne pas en révéler le contenu. Ce n’est qu’après que la Fondation Wallenberg eut pris la décision de rendre publique une copie sur son site internet que la Circulaire 11 commença à être massivement connue en Argentine et dans le reste du monde. La consigne officielle fut en outre portée au grand jour par la publication en 2002 de l’ouvrage The Real Odessa du journaliste et essayiste argentin Uki Goñi.
La circulaire, toujours en vigueur depuis 1938 bien qu’ayant cessé d’être appliquée, fut abrogée au terme de près de soixante-dix ans, le 8 juin 2005, sous le gouvernement du président Néstor Kirchner. Celui-ci était présent lorsque le chancelier Rafael Bielsa abrogea la circulaire secrète de son ministère dans le Salon Sud de la Casa Rosada. Y assistaient également le ministre de l’Intérieur argentin, Aníbal Fernández, et Natalio Wengrower, vice-président de la Fondation Wallenberg,.

### Sous le Péronisme
Le plan d’industrialisation lancé par le président Juan Perón en 1946 nécessitait la venue de suppléments de main-d’œuvre. Jusqu’à 1947, Santiago Peralta, pro-fasciste et ouvertement anti-juif, se trouvait à la tête de la Direction des immigrations. Selon lui, l’admission des immigrants devait s’appuyer sur des critères de sang, et non de nationalité ou de situation économique ; il s’agissait pour lui en effet d’éviter l’afflux de peuples « racialement inférieurs », et au contraire de privilégier l’entrée de peuples latins. Pourtant, on délivra des permis d’entrée à des Croates, Ukrainiens, Polonais, Hongrois, Allemands et Autrichiens, qui non seulement n’était pas latins, mais en plus étaient dans de nombreux cas des réfugiés « d’après-guerre », c’est-à-dire d’anciens collaborateurs des nazis. Selon l’Organisation internationale pour les réfugiés, l’Argentine accueillit 32 172 immigrants de cette catégorie. Sur un total de 71 421 réfugiés de guerre accueillis jusqu’en 1949, seuls 3000 étaient des juifs. La DAIA dénonça la discrimination subie par les juifs lors de la sélection des immigrants admissibles sur le territoire, à la suite de quoi Perón, s’étant engagé à examiner le dossier, fit mettre à pied Peralta en 1947. Néanmoins, sur les 440 000 immigrants admis cette année-là, seulement 1000 étaient juifs, et en 1949, le gouvernement péroniste accorda l’amnistie aux immigrants illégaux, mesure qui bénéficiait certes aux fugitifs nazis, mais aussi aux juifs entrés en Argentine clandestinement. À la faveur de la réforme constitutionnelle accomplie cette même année, un article fut ajouté condamnant explicitement la discrimination sur base raciale.
En octobre et novembre 1945, pendant que se déroulaient les luttes politiques qui aboutiront finalement à l’élection de Juan Perón à la présidence en 1946, il se produisit plusieurs incidents antisémites. Encore qu’il y eût des groupes antisémites parmi les partisans de Perón, son parti condamna expressément les attaques, et la délégation de La Plata en vint même à demander à ses membres de défendre, y compris en mettant en jeu leur vie, les juifs contre l’« agression nazi-fasciste ». Cependant Perón, quoique condamnant l’antisémitisme pratiqué en son nom, ne prit pas de mesures contre le principal groupe nationaliste et xénophobe péroniste, l’Alliance libératrice nationaliste (ALN), mais après son accession au pouvoir, les membres de l’ALN seront écartés des postes de pouvoir. Après qu’une bombe eut éclaté en 1947 dans la synagogue de la Calle Libertad, la police fit évacuer les locaux de l’ALN et ferma sa revue.
Sous le péronisme, des juifs vinrent à remplir des charges politiques importantes. Par exemple, Abraham Krislavin fut nommé vice-ministre de l’Intérieur, la fonction politique la plus élevée jamais occupée par un juif jusqu’alors, et Liberto Rabovich devint le premier juif à être désigné juge fédéral. Beaucoup de juifs tirèrent profit de l’essor d’une industrie nationale orientée sur le marché intérieur, surtout dans le secteur textile, du cuir ou du meuble ‒ parmi eux, José Ber Gelbard, né en Pologne en 1917, qui fut l’une des principales figures de la Confederación General Económica, association patronale industrielle péroniste. Perón lui-même tenta de s’approcher de la communauté juive. En 1947, Natalio Cortés, fils de colons juifs de Moisés Ville, fonda l’Organisation israélite argentine (OIA), destinée à devenir une sorte de DAIA péroniste. Bien que l’OIA fût en compétition avec la DAIA au regard de la représentation de la communauté juive, cette dernière sut toujours maintenir, malgré sa neutralité partidaire, de bonnes relations avec le gouvernement de Perón ; du reste, l’OIA ne parvint jamais à être représentative de la majorité juive. Perón autant que son épouse Eva Duarte répudiaient explicitement l’antisémitisme criollo (c’est-à-dire des Argentins de souche et d’ascendance hispanique). La Première Dame déclara que « ceux à l’origine de l’antisémitisme furent les gouvernants qui envenimaient le peuple avec des théories fausses, jusqu’à ce que vînt avec Perón l’heure de proclamer que nous sommes tous égaux ». 
Selon le recensement de 1947, le premier à consigner la religion des personnes interrogées, l’Argentine comptait à cette époque quelque 250 000 juifs, soit des effectifs relativement réduits, en comparaison d’autres communautés minoritaires telles que la communauté syro-libanaise, la plus grande des groupes de population arabes, qui comprenait 400 000 personnes.

### L’après-péronisme et antisémitisme dans les années 1950 et 1960
Dans le courant de sa deuxième présidence, Perón commença à se distancer de l’Église catholique, et finit par en devenir un adversaire acharné. Des groupes nationalistes accusèrent alors les juifs et les francs-maçons de semer la discorde entre Perón et l’Église. Lors de manifestations organisées à Córdoba, on entendit le slogan « Dehors Perón et ses amis juifs ». Les accusations retombaient aussi sur le ministre de l’Intérieur, Ángel Borlenghi, dont la femme était juive. Au lendemain du coup d’État de septembre 1955 qui renversa Perón, le premier cabinet ministériel, dirigé par Eduardo Lonardi, comprenait bon nombre de personnalités liées au nationalisme antisémite. Après l’accession à la présidence du général Aramburu en novembre 1955, tous ces éléments furent écartés, en même temps que Lonardi lui-même.
Dans les décennies 1950 et 1960, l’un des principaux mouvements antisémites d’Argentine, l’organisation fasciste Mouvement nationaliste Tacuara, lança une série de campagnes antisémites consistant en bagarres de rue, vandalisme dans les synagogues et profanations de cimetières juifs. Apparu en 1957, ledit mouvement était une organisation paramilitaire composée de jeunes gens issus de familles aisées et liés à l’origine à des organisations étudiantes catholiques ; à sa tête se trouvait un jeune homme descendant de Juan Manuel de Rosas, Alberto Ezcurra Uriburu, qui considérait les juifs comme des étrangers, et la démocratie comme un système faux qu’il y avait lieu de combattre pour parvenir à faire émerger un pays « exempt de politiciens, de démagogues et de juifs ». Un des mentors du mouvement était le père Julio Meinvielle, pour qui la société chrétienne médiévale représentait le modèle à suivre, et qui tenait que le libéralisme et le socialisme étaient deux idéologies dangereuses que les juifs avaient contribué à créer.
À la suite de l’enlèvement d’Adolf Eichmann en mai 1960, des actes de vandalisme furent commis contre des institutions juives, des attentats à l’explosif eurent lieu dans plusieurs synagogues, et des étudiants juifs devinrent la cible d’agressions. Par exemple, Edgardo Manuel Trolnik, élève de 15 ans, fut blessé par balles dans une attaque antisémite le 17 août 1960 lors d’une assemblée au Collège national Sarmiento de Buenos Aires. Graciela Narcisa Sirota, étudiante de 19 ans, fut enlevée le 21 juin 1962 en pleine voie publique, puis — pour venger la capture d’Eichmann, aux dires des ravisseurs — torturée sauvagement, les ravisseurs lui laissant sur la poitrine la marque d’une svastika faite avec des cigarettes allumées. En réaction, la communauté juive appela à une grève des commerçants pour le 28 juin 1962, mouvement qui déborda la seule communauté juive pour s’étendre aux écoles secondaires, qui se vidèrent de leurs élèves. D’autres voix, relevant davantage de l’antisémitisme classique, se firent également entendre à cette occasion. Le primat d’Argentine, le cardinal Antonio Caggiano, condamna le rapt et le jugement, au motif qu’Eichmann était venu en Argentine « en quête de pardon et d’oubli, [...] et notre devoir de chrétiens est de lui pardonner ce qu’il a fait ». Cependant, l’événement affecta les juifs argentins plus fondamentalement en ceci que des groupes nationalistes se mirent à formuler des accusations de double allégeance, comme si les juifs argentins étaient des espions étrangers (israéliens, en l’occurrence), qui ne méritaient pas d’être considérés comme des citoyens argentins à part entière.
En 1964, dans un climat de grèves et d’occupations d’usine, ainsi que de conflits ouverts au sein même du camp péroniste, opposant ses ailes droite et gauche, une nouvelle escalade antisémite allait se produire. Le 29 février 1964, Raúl Alterman, militant du Parti communiste, âgé de 32 ans, fut assassiné devant la porte de la maison de ses parents. Les réclamations de la DAIA auprès des autorités et les manifestations de protestation qu’elle organisa ne purent empêcher que les parents d’élèves juifs, terrorisés par la prolifération de ces actes antisémites, ne créent à cette époque les premières écoles juives « intégrales » (voir ci-dessous),,.

### Troisième péronisme

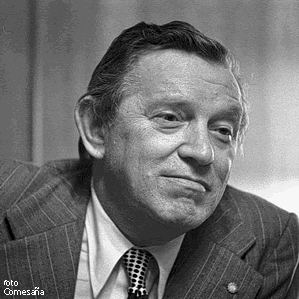
José Ber Gelbard, ministre de l'Économie sous le troisième péronisme.

Au début des années 1970, avant le retour de Perón en Argentine, parut un ouvrage intitulé El Plan Andinia, rédigé par un antipéroniste connu, Walter Beveraggi Allende, qui prétendait dénoncer l’existence d’un plan ourdi par le supposé « sionisme international » et visant à fonder un État juif en Patagonie argentine. Par ailleurs, Beveraggi plaidait pour l’avènement d’un gouvernement militaire et prônait le terrorisme contre le mouvement populaire qui réclamait le retour de Perón en Argentine.
Dans le dernier gouvernement de Perón, le portefeuille de l’économie fut détenu entre mai 1973 et octobre 1974 par le juif d’origine polonaise José Ber Gelbard. Le projet économique de Gelbard prévoyait de développer la petite et moyenne industrie nationale, de concert avec les ouvriers syndicalisés, et contre les organisations patronales Union industrielle argentine (es) et Société rurale argentine. Sa condition de juif fut exploitée non seulement par les publications antisémites, telles que El Caudillo, Consigna Nacional, ou Cabildo, mais aussi par l’aile droite du parti péroniste, qui après la mort de Perón allait accaparer de plus en plus d’espaces de pouvoir. À en croire lesdites publications, l’échec économique de l’Argentine faisait partie de la conspiration juive mondiale. Gelbard fut ainsi accusé de servir les intérêts du « sionisme international », de permettre l’évasion fiscale des patrons juifs, et d’être communiste et antipéroniste, entre autres. Le Plan Andinia fut à nouveau invoqué, cette fois par la revue Primicia Argentina, liée à la centrale syndicale péroniste 62 Organisations. Finalement, en octobre 1974, Gelbard fut contraint de démissionner, sans pour autant que cela fît cesser les attaques antisémites. Dans le contexte d’affrontements de plus en plus violents entre les différents secteurs de la société argentine qui caractérisa l’année 1975, plusieurs agressions eurent lieu aussi contre des membres de la communauté juive. Lors d’une d’elles, une meute attaqua, le jour du Nouvel an juif, les fidèles en train de sortir du temple Agudat Dodim, dans le quartier de Flores. Ce nonobstant, durant cette période, les juifs argentins gardèrent ouvertes leurs institutions et continuèrent du reste à jouir de tous leurs droits civils et politiques. Les cas d’agressions physiques restèrent des faits isolés et ne cesseront d’être considérés illégaux.

### Gouvernement militaire (1976-1983)

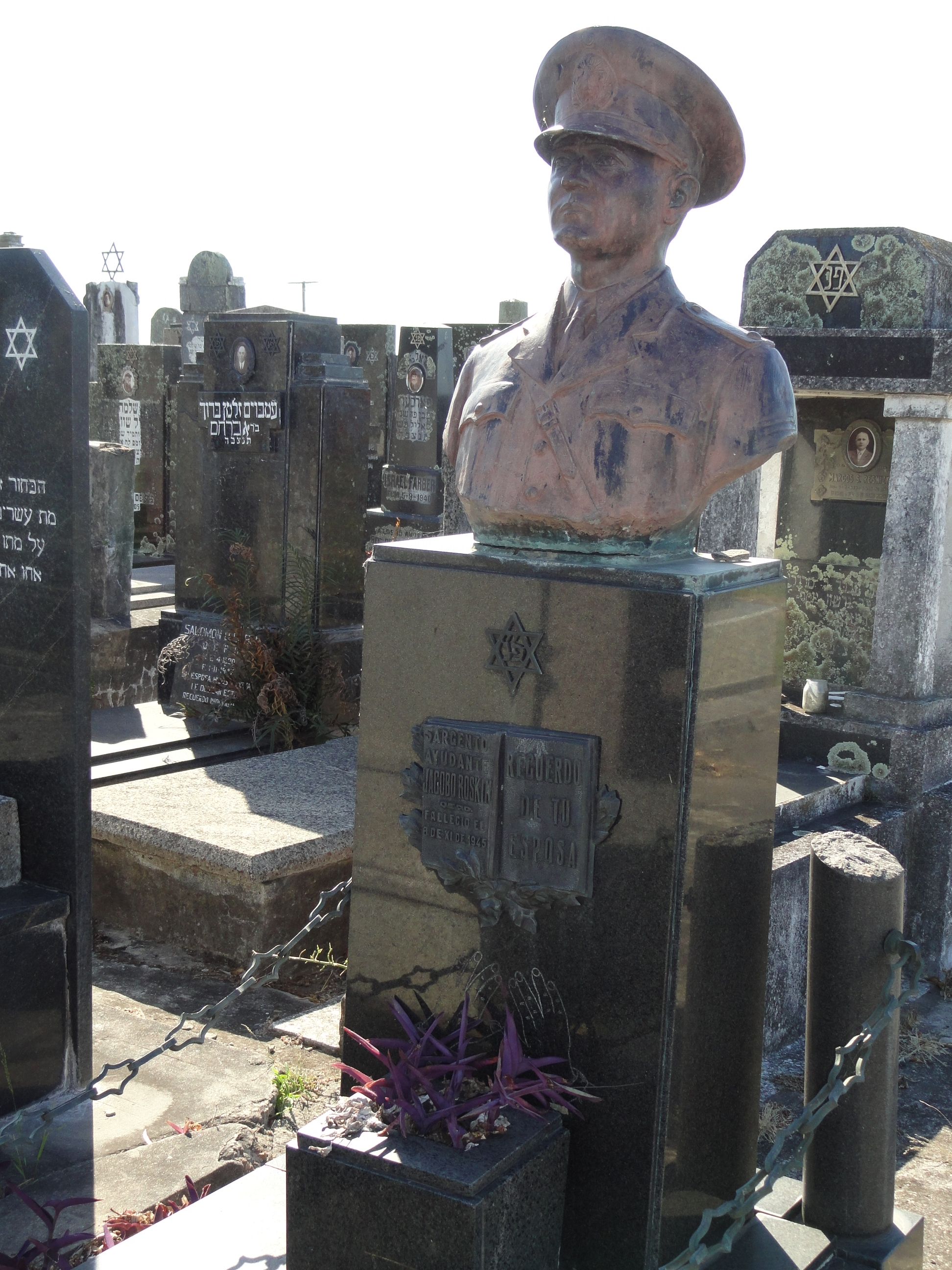
Cimetière juif de Basavilbaso où les hommes, les femmes et les enfants ne sont pas enterrés au même endroit. Ici, la tombe du sergent Roskin, un des rares Juifs de l'armée argentine.

La communauté juive n’échappa pas aux différentes formes de violence parrainées et impulsées par les groupes liés à la dictature militaire. Il se produisit des explosions dans des synagogues et dans des écoles juives, des mitraillages de bâtiments communautaires et des profanations de cimetière, encore qu’aucun de ces incidents ne fît de victimes mortelles. D’autre part, en dépit de la censure militaire de la presse, diverses revues antisémites continuaient à se publier, comme Cabildo.
La communauté juive apparaît sur-représentée parmi les victimes de la répression illégale. Sur les 8960 cas de détention-disparition recensés officiellement en 1984 sous le gouvernement Alfonsín et non élucidés, entre 800 et 1296 concernent des citoyens juifs ou des personnes dont un des parents était juif. Le pourcentage de juifs dans la population générale argentine, qui se situe en dessous de 1 %, est à mettre en regard du taux de disparus juifs ou d’origine juive, lequel s’établit aux alentours de 9 %. De surcroît, les détenus d’origine juive avaient dans les camps de détention illegaux une probabilité de survie inférieure à la moyenne ; beaucoup de survivants ont rapporté qu’il était de coutume de réserver un traitement différencié aux prisonniers juifs, qui avaient à subir des sévices plus graves de la part de leurs tortionnaires.

### Restauration de la démocratie
Durant cette période, sous la présidence de Raúl Alfonsín, la communauté juive eut plusieurs de ses membres parmi les personnalités les plus haut-placées du gouvernement, depuis l’important poste de ministre de l’Économie, occupé les premières années par Bernardo Grinspun, jusqu’à quelques fonctions politiques très en vue, exercées notamment par l’économiste Mario Brodersohn et par les députés César Jaroslavsky (chef du groupe parlementaire de son parti à la Chambre des députés), Marcelo Stubrin, Adolfo Gass et Enrique Mathov. Dans le domaine culturel, nombre d’artistes et d’intellectuels d’origine juive apparaissaient dans l’entourage du gouvernement, soit par affinité politique avec le  radicalisme, soit en raison de leur rôle dans la politique culturelle mise en œuvre par Alfonsín ; on peut citer à cet égard les noms de Marcos Aguinis, Eliahu Toker, Santiago Kovadloff, Manuela Fingueret et Sergio Renán.
Le 3 août 1988 fut adoptée la loi 23.592, connue également sous le nom de Loi antidiscriminatoire, dont l’artisan était l’avocat pénaliste Bernardo Beiderman,,.
Dans les années 1990, la communauté juive argentine fut la cible de deux graves attentats terroristes, à ce jour non élucidés : celui contre l’ambassade d’Israël le 17 mars 1992, provoquant la mort de 29 personnes et en blessant 242 autres, et celui dirigé contre l’AMIA (Association mutuelle israélite argentine) à Buenos Aires, le 18 juillet 1994, tuant 85 personnes et en blessant plus de 300.
En 2001, la Chancellerie (ministère des Affaires étrangères) argentine apposa une plaque commémorative sur le siège du ministère en l’honneur des douze diplomates argentins qui pendant la Seconde Guerre mondiale, en dépit des consignes d’interdiction, avaient aidé à donner refuge aux juifs persécutés. Le Centre Simon-Wiesenthal et la Fondation internationale Raoul Wallenberg ont critiqué la décision, faisant valoir qu’au moins une des personnes ainsi honorées avait négligé de s’occuper de la situation d’une centaine de juifs argentins qui vivaient en Grèce, aux Pays-Bas et en Pologne, et que les autres fonctionnaires n’avaient fait qu’accomplir leur mission consulaire. En effet, documents à l’appui, la Fondation Wallenberg fit remarquer qu’en 1943, Luis H. Irigoyen, l’un des diplomates honorés pour son attitude à l’ambassade d’Argentine à Berlin, « se désintéressa du sort de 100 Argentins juifs » que pourtant le régime d’Adolf Hitler offrait de rapatrier vers l’Argentine comme un geste de bonne volonté à l’égard de ce pays, avec lequel l’Allemagne nazie entretenait de bonnes relations. Le 16 mai 2005, le chancelier Rafael Bielsa (1953-) signa la Résolution 999 disposant que la plaque controversée fût retirée.

## Enseignement juif en Argentine

### Premières écoles

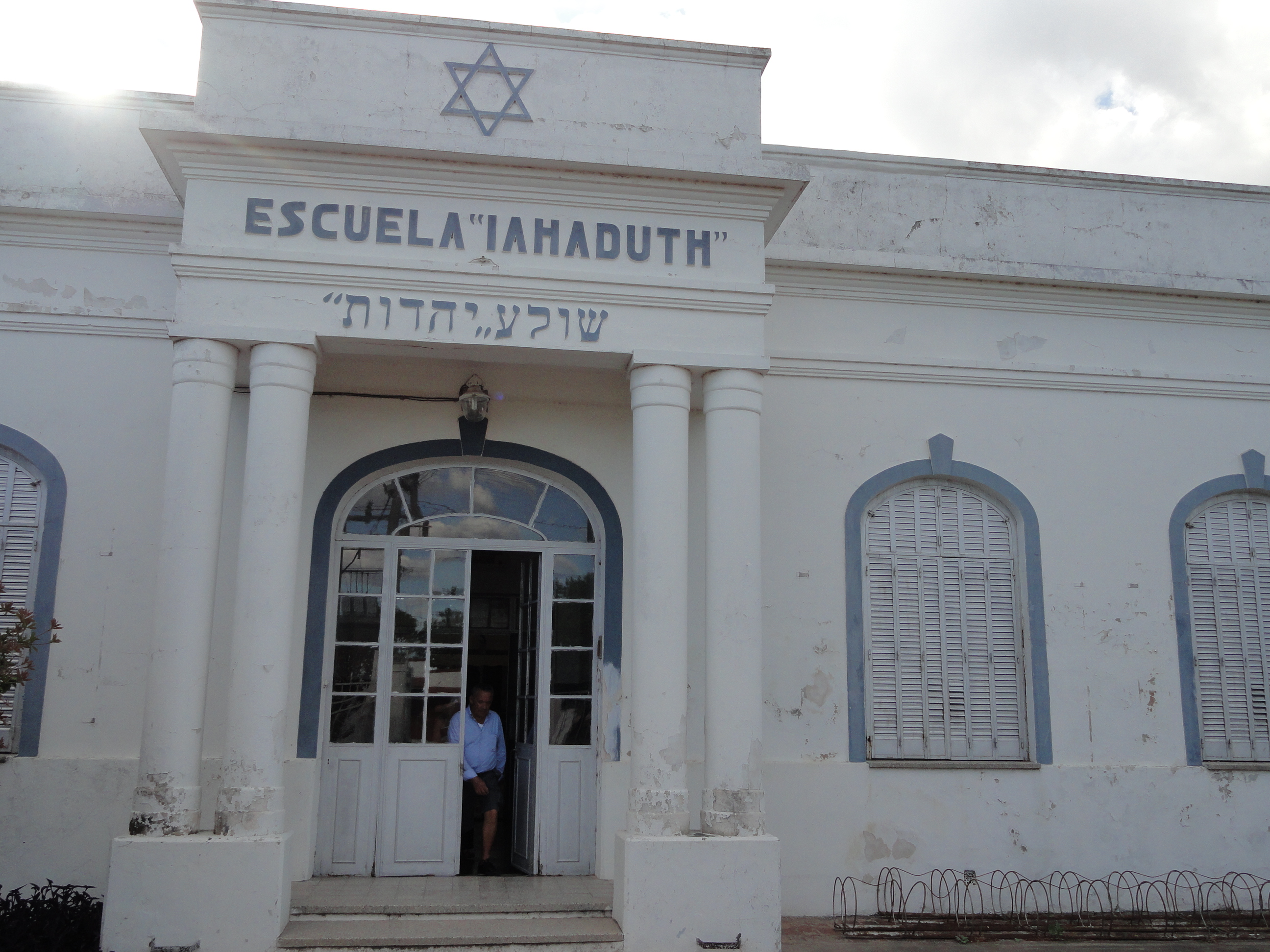
École juive à Moisés Ville (province de Santa Fe).

En raison du souci de transmettre la religion et les traditions culturelles judaïques, l’enseignement dispensé aux nouvelles générations a toujours revêtu une importance fondamentale dans les communautés juives. Mais d’autre part, dès le XVIIIe siècle, des personnalités et des institutions juives s’étaient manifestées en Europe pour soutenir que l’éducation religieuse juive devait se compléter par l’enseignement de la culture locale des peuples parmi lesquels les juifs vivaient. Cette prise de conscience porta les premiers immigrants juifs en Argentine à considérer la création d’écoles juives comme une priorité. Dès la fin du XIXe siècle, et malgré les difficultés des premiers temps, les premières écoles juives furent mises en place dans les colonies agricoles argentines, avec des maîtres que fournissait l’Alliance israélite universelle (AIU) et qui étaient en règle générale des juifs marocains, compétents en langue espagnole et en culture européenne occidentale. Vers 1912, les colonies agricoles disposaient déjà de 61 écoles. Ces écoles remplissaient une fonction sociale importante pour la transmission non seulement de la culture juive, mais aussi de la culture nationale argentine. Ces établissements se trouvant sous la tutelle des synagogues, la formation que recevaient les enfants était principalement de nature religieuse : apprendre à prier et à lire la Thora en hébreu afin d’être capable de l’interpréter.
Cependant, à une époque où il était primordial pour l’État national argentin de nationaliser les immigrants, ou à tout le moins d’insuffler aux enfants vivant sur le territoire le sentiment de nationalité argentine, ces écoles communautaires apparaissaient suspectes. En 1908, l’inspecteur des écoles Ernesto Bavio écrivit dans El Monitor de la Educación Común, la revue officielle du Conseil national de l’éducation, un article dans lequel il se déclarait opposé aux écoles juives, au motif qu’en enseignant en yidiche elles contrarieraient l’intégration des immigrants et de leurs enfants. Ricardo Rojas dénonça, dans La restauración nacionalista, les écoles juives comme étant « l’un des facteurs actifs de dissolution nationale, conjointement avec les écoles allemandes, italiennes et anglaises » ; à ses yeux, l’objectif des écoles devait consister à « argentiniser » les enfants d’immigrants, en faisant du patriotisme argentin une espèce de religion capable de remplacer Dieu par la Patrie à l’école. Pourtant, nonobstant ces alarmes, les écoles juives n’en étaient encore qu’au stade embryonnaire, et le resteront jusque dans la décennie 1930. Les premières écoles dans cette période étaient l’école Herzl (fondée en 1906 à Buenos Aires), puis une école dans le quartier de Barracas à Buenos Aires (depuis 1908), et une autre dans le quartier de Caballito (1909). À Buenos Aires, les écoles religieuses ne céderont la place aux écoles laïques qu’à partir de 1920 environ. À cette époque, les élèves juifs fréquentaient les écoles officielles dans la matinée, et les écoles juives dans l’après-midi.
Entre-temps, de plus en plus de voix au sein de la Chevra Kedusha (future AMIA) plaidaient pour une extension des fonctions de cette institution, qui s’était jusque-là bornée à assurer les rites funéraires. Aussi fut-il décidé en 1935 de créer le Vaad Hachinouch (Vaad Hajinuj dans la graphie espagnole) ou Conseil de l’enseignement, ayant sous son égide quelque 1700 élèves.
En 1933, plusieurs écoles juives laïques furent fermées pendant un temps, sous l’incrimination d’être « communistes », par le régime issu du coup d’État de 1930. À la suite du congrès du Conseil de l’enseignement de 1935, où la création d’écoles non confessionnelles fut préconisée, les premières écoles laïques juives créées en ce sens seront l’école Bialik, à Villa Devoto, et Shólem Aleijem, dans les quartiers de Villa Crespo et de Mataderos. En 1937, huit écoles laïques furent à nouveau fermées par la police. Le sénateur Matías Sánchez Sorondo crut nécessaire d’alerter le Congrès au sujet du danger communiste et de la participation juive au mouvement laïc.
Dans les premières années, les écoles juives n’avaient qu’un seul maître, qui donc donnait cours pour tous les degrés. Jusqu’en 1940, le taux d’enfants juifs en âge scolaire effectivement scolarisés restait faible. Toutefois, à partir de cette date, ce pourcentage se mit à croître, croissance dans laquelle l’école Schólem Aleijem de Villa Crespo joua un rôle de premier plan : c’était en effet le premier bâtiment scolaire de la communauté juive capable de donner place à des centaines d’élèves. Ce fut en outre la première école à produire du matériel didactique et des livres de lecture, à mettre au point un programme d’études élaboré, et à organiser une colonie de vacances dans les environs de Buenos Aires. À partir de 1950, l’AMIA, héritière de la Chevra Kedusha, augmenta les dotations destinées à l’enseignement et commença à accorder des subsides aux écoles pour leur permettre d’accueillir des élèves issus de familles incapables de financer des études dans un établissement privé.

### Les écoles «intégrales»
Jusqu’alors, l’enseignement juif faisait alterner, en un roulement quotidien, les deux régimes scolaires, juif et officiel — si dans la matinée, ils assistaient aux classes de l’école d’État, dans l’après-midi, ils se voyaient dispenser, dans une autre établissement, un enseignement juif. Seules deux écoles, toutes deux religieuses, avaient commencé à offrir dans leurs propres locaux à la fois l’enseignement officiel — c’est-à-dire le programme prescrit par le ministère de l’Éducation — et l’enseignement juif, et ce pour la raison que les classes de l’école d’État se tenaient aussi les samedis, jour de repos pour les juifs pratiquants, quand même les cours du samedi n’étaient en réalité pas un empêchement rédhibitoire pour la majorité des juifs argentins.
Cependant, le réseau scolaire de la communauté juive avait commencé à subir une profonde transformation. En premier lieu, il s’était produit une dispersion des nouvelles générations de juifs vers d’autres quartiers de Buenos Aires, ce qui obligeait à ouvrir des écoles dans d’autres quartiers. De plus, il ne s’agissait plus désormais de l’intégration d’immigrants ignorants de la langue locale, mais d’Argentins dont la langue maternelle était devenu le castillan. Selon le recensement de 1960 (le dernier à avoir enregistré la religion des habitants), 97,6 % des juifs âgés de 14 ans ou moins étaient nés en Argentine. L’école Tarbut (Culture) était depuis 1960 en activité dans la zone d’Olivos, avec un jardin d'enfants et une section primaire intégrale, c’est-à-dire dispensant tant l’enseignement juif que celui officiel tel que requis par le ministère de l’Éducation. Cette école se mit à privilégier l’enseignement de la langue anglaise, y consacrant presque autant d’heures qu’aux matières en rapport avec la culture juive. Vers 1966, le grand Buenos Aires comptait encore neuf autres écoles de ce type. Fin 1966, le gouvernement militaire d’Onganía développa les écoles officielles à double scolarité, ce qui rendit impossible aux élèves de fréquenter deux écoles, et sera un motif pour la communauté juive de tendre à promouvoir les écoles intégrales. En 1970, toutes les écoles, à l’exception de deux, s’étaient ainsi faites intégrales. C’est aussi vers cette époque qu’on se mit à privilégier dans les écoles les travaux pratiques d’informatique, l’anglais et l’éducation physique au détriment de l’enseignement des matières proprement judaïques.
Dans les années 1930, la nécessité se fit jour dans la communauté juive d’ouvrir également des écoles secondaires, la raison en étant que par suite des politiques restrictives du gouvernement argentin concernant l’immigration juive, il était devenu impossible de faire venir des enseignants juifs européens, obligeant les instances juives d’Argentine à songer à une formation d’enseignants au pays. En 1939 fut créé le Séminaire pour maîtres, et en 1951, l’école Cholem Aleikhem (ou Schólem Aleijem, dans la graphie espagnole) ouvrait son école secondaire, dont dix autres déjà seront en activité en 1962 à Buenos Aires. En 1964, le Tarbut ouvrait son établissement secondaire intégral, tandis que la même année l’école technique ORT ouvrait également ses portes. En 1969, on inaugura l’école Heichal (Heijal) Hatarbut, ou Palais de la culture, au no 632 de la rue Ayacucho ; l’école comprenait un Séminaire pour maîtres, une formation en Sciences judaïques, le Collège secondaire Rambam, une section de formation de maîtresses de jardin d’enfants, une salle de réunion et un microcinéma.
Le Vaad Hachinouch, ou Conseil de l’éducation, qui avait à sa charge la formation de quelque 1700 élèves, fut mis en place en 1935.
Parmi les enseignants qui jouèrent un rôle de pionnier dans les écoles et dans l’œuvre de formation des enfants des colonies juives, il faut citer en particulier :
- Samuel Halphon (rabbin, d’origine française)
- Leopoldo Najenson
- Miguel Wollach
- Iehuda Leib Winocur (auteur du premier dictionnaire hébreu-espagnol)
- Moisés Rúbin

Plusieurs décennies plus tard, l’œuvre fut poursuivie par :
- José Menedelson (qui fut l’organisateur et le directeur du séminaire de maîtres hébraïques)
- José Monín
- Jaime Finkelstein
- N. Naihois
- P. Erlich
- Rosa Weinschelbaum de Ziperovich

### L’enseignement juif aujourd’hui (2019)
Le Consejo Central de Educación Judía en la República Argentina œuvre à l’épanouissement de la communauté juive par un enseignement diversifié et pluraliste, engagé dans la vie juive locale et intégrant tous les modes de fonctionnement institutionnels, dans le respect des principes prophétiques de la justice sociale et avec une participation active à la société argentine.
La section de l’enseignement de l’AMIA joue, à tous les niveaux du système éducatif, un rôle clef dans la formation, la professionnalisation et la formation continue, développe et contrôle les plans et programmes d’étude, édite et publie des matériels pédagogiques, et représente les institutions du réseau auprès des différentes instances éducatives officielles, tant municipales que nationales.

### Formation informelle
L’apprentissage informel est l’un des grands domaines d’activité de la fondation Bamá et dépend de son département Maaian. Y sont proposées des activités telles que l’école de madrihim (en esp. madrijim), l’ulpan (maîtres de danse prodiguant leurs enseignements à travers la danse rikudim), le lenaied (journées d’habilitation à la formation informelle), et Israel Bamachane (projet visant à permettre des séjours en Israël).
À Buenos Aires, il existe plus de 50 institutions juives pratiquant ce type de formation, avec différentes orientations, comme p. ex. la FACCMA (Federación Argentina de Centros Comunitarios Macabeos), les communautés NOAM, et les Centres de jeunesse sionistes. En semaine, des activités sont proposées autour de thèmes juifs et non juifs, par le biais de jeux, de débats, de chansons et d’activités manuelles.
À la FACCMA, une des activités pratiquées sont les maccabiades, c’est-à-dire des réunions d’athlètes juifs, autour d’un certain nombre de jeux. 
Les communautés NOAM ont pour objectif de renforcer et de développer le judaïsme massorti (à savoir : conservateur) chez les jeunes des kehilot (communautés) que l’on s’applique à mettre en rapport les uns avec les autres par le biais d’expériences et de pratiques significatives, à l’effet de faire naître un cadre d’union, de participation, de collaboration et de travail en équipe. Cette institution représente les Départements de jeunesse du mouvement conservateur Massorti. Ses projets se destinent non seulement aux hanihim (janijim), mais aussi aux madrihim, aux coördinateurs, aux directeurs et aux familles. 
Enfin, les Centros Juveniles Sionistas relèvent en Argentine de l’Organisation sioniste mondiale. Celle-ci maintient le site web I-Zionist, comme site du Centre de communications pour la diaspora et la lutte contre l’antisémitisme, lequel est une initiative conjointe du Département d’activités pour Israël et de lutte contre l’antisémitisme et du Département des activités pour la diaspora. Le but de I-Zionist est de lancer et de diffuser des activités à visée sioniste, en collaboration avec tous militants désireux de travailler à renforcer sa présence au niveau mondial et de s’initier, au moyen d’activités et de projets, à la culture, la politique et la société israéliennes. Les activités sont menées par les madrihim (meneurs, le mot hébreu madrih signifiant « celui qui marque le chemin »), qui remplissent l’office d’éducateurs ; il s’agit de jeunes personnes de dix-sept ans, qui s’offrent volontairement à enseigner à des enfants et adolescents entre deux et dix-sept ans ce qu’ils ont appris en quelque occasion, à savoir : l’enseignement reçu sur les festivités, l’histoire, la culture, la religion, les chants, les danses, et des informations actuelles sur Israël, et ce sur un mode divertissant, par des jeux, des danses, des films, des chansons, des actions, des activités, etc., le tout sous la devise « Propager avec joie et amour la valeur d’être juif ».

## Contributions des juifs à la culture argentine
Les apports de la communauté juive à la culture argentine ont été, et sont encore, appréciables, que ce soit dans les sciences, les arts, la musique, l’humour, le théâtre, les sports, l’enseignement, les médias, la littérature, etc.
À titre d’exemple, l’un des trois prix Nobel de science dont s’enorgueillit l’Argentine, César Milstein, était juif. Dans le domaine musical, la communauté juive de la mésopotamie joua un rôle important dans le développement du chamamé, style folklorique originaire de cette région.

### Cinéma juif en Argentine

#### Histoire
Parmi les premiers grands noms du cinéma national argentin, on relève celui du producteur Max Glucksmann (1875-1946), qui stimula dès les premières années du XXe siècle l’activité cinématographique naissante (production, distribution et projection de documentaires et de courts métrages). Il fut le producteur de quelques-uns des films les plus marquants de l’époque, dans le genre dramatique aussi bien que dans le genre policier ou historique. Parmi ses productions les plus connues, on peut citer Moisesville (de 1925) et Asilo de huérfanos (de 1927, littér. Asile d’orphelins), qui composent un document unique sur le processus de colonisation juive en Argentine.
Parmi les pionniers du cinéma argentin figure également le cinéaste portègne León Klimovsky (1906-1996), qui réalisa quelques longs métrages célèbres, dont notamment El túnel (de 1952, d’après un roman d’Ernesto Sábato (1911-2011)). Il fonda en outre le premier ciné-club du pays en 1928.

#### Films à thématique juive
Si la thématique juive a été plus d’une fois porté à l’écran par le cinéma national argentin tout au long de son histoire, c’est surtout dans les dernières décennies que l’on assiste à une multiplication de longs métrages mettant en scène des protagonistes juifs. Différents thèmes y sont abordés, mais plus particulièrement : le stéréotype de l’immigrant juif ; le récit de l’arrivée des juifs en Argentine et leur rôle ultérieur dans la colonisation des terres ; l’antisémitisme ; et l’homme juif contemporain et ses conflits.
Ces thématiques ont été exploitées par nombre de réalisateurs et de scénaristes, qui ont traduit dans leur œuvre leur propre vision. Sont à mentionner en particulier les films suivants :
- Los gauchos judíos (1975), mise en scène : Juan José Jusid
- Diapasón (1986), mise en scène : Jorge Polaco
- Pobre Mariposa (1986), mise en scène : Raúl de la Torre
- Debajo del Mundo (1987), mise en scène : Beda Docampo Feijóo
- El camino del sur (1988), mise en scène : Juan Bautista Stagnaro
- Sol de Otoño (1996), mise en scène : Eduardo Mignogna
- Un amor en Moises Ville (2001), mise en scène : Antonio Ottone
- Le Fils d'Elias (El abrazo partido) (2005), mise en scène : Daniel Burman
- Anita (2009), mise en scène : Marcos Carnevale
- Judíos por elección (2011), mise en scène : Matilde Michanié
- El rey del Once (2016), mise en scène : Daniel Burman

Documentaires :
- El año que viene en... Argentina (2005), réalisation : Jorge Gurvich et Shlomo Slutzky.

En 2004, un film collectif commémoratif pour les dix ans de l’attentat contre l’AMIA, intitulé 18-J, et réalisé par plusieurs metteurs en scène juifs et non juifs, entreprend de mettre en lumière la société judéo-argentine contemporaine.

### Théâtre yiddish en Argentine

#### Débuts
Le théâtre en yiddish arriva à Buenos Aires en même temps que les juifs ashkénazes. Vers 1902, les juifs russes, polonais, hongrois, roumains, fort nombreux déjà à Buenos Aires, fréquentaient assidûment cette forme de théâtre. Se rendre au théâtre représentait non seulement un moment de distraction, mais fournissait aussi l’occasion de rencontrer ses compatriotes et d’entendre et de parler l’idiome maternel. Dans le répertoire proposé prédominaient les mélodrames populaires et les comédies musicales qui exprimaient sur le mode semi-réaliste les problèmes de l’alter heim (de l’ancien foyer), avec ses conflits classiques : mariages arrangés, fiancées désolées, disparités entre générations, et déracinements divers. Ces œuvres étaient chaudement approuvées par les spectateurs, qui les accompagnaient de leurs commentaires et de leurs ovations, et de leur chœur les chansons interprétées sur le podium. Ce qui était mis en scène représentait tout ce qui avait dû être quitté pour toujours et aidait à ne pas renoncer à son identité, si compromise par les efforts d’acclimatation à la nouvelle vie, à des coutumes et nécessités inconnues. Au fil du temps, des pièces tirées du répertoire universel et traduites, ou d’auteurs traitant de thèmes juifs dans d’autres langues, allaient aussi être représentées. Les compagnies se produisant en Argentine étaient souvent étrangères, d’Europe ou des États-Unis, et le financement de leur venue posait donc des difficultés pour une communauté pour lors encore impécunieuse.

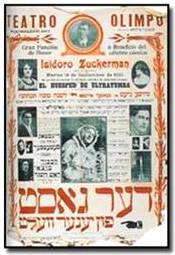
Affiche du théâtre yiddiche Olimpo.

Les premières troupes de théâtre jouant en yidiche apparurent en 1908 : l’une, la limpia (la propre, qui n’admettait pas les canailles), était dirigée par Gutentag-Marienhof, et l’autre, qui gardait la porte ouverte à tous, était menée par des artistes étrangers (Akselrod, Shilling, Rosa Bry, aux côtés de quelques comédiens locaux). Ces deux compagnies théâtrales augmenteront bientôt la fréquence de leurs représentations, passant d’un rythme d’une fois par semaine à deux fois, puis, en 1913, le directeur de la deuxième compagnie attira de Londres un couple de comédiens, Vaksman et son épouse, pour lesquels il loua un théâtre, un petit local sis Avenida Corrientes et dénommé Bijou.
La compagnie limpia, voulant mettre en avant une vedette susceptible de s’imposer publiquement, attira Moris Moshkovitz, qui avait été l’initiateur de Goldemburg, et loua le théâtre Olimpo rue Pueyrredón (disparu depuis lors). Moshkovitz « fit époque » dans le théâtre juif d’Argentine en montant le Cadavre vivant de Léon Tolstoï, le Père (d’August Strindberg), Kean (d’Alexandre Dumas), les Mauvais Bergers (d’Octave Mirbeau), Shylock et d’autres œuvres (de Gordin). L’Olimpo devint ainsi le véritable temple de l’art juif.

#### Développement ultérieur
En 1916, deux théâtres étaient en activité à Buenos Aires, qui empruntèrent à l’Europe un répertoire de plus haut niveau, avec des acteurs de qualité, et introduisirent les styles d’interprétation nouveaux alors en vogue dans les capitales européennes. Dans les années 1920, après la Première Guerre mondiale, de nouvelles vagues d’immigrants juifs arrivèrent en Argentine, porteurs d’expérience en matière de lutte sociale et un grand besoin d’épanouissement culturel, ce qui valut au théâtre juif un grand essor tant artistique qu’économique, à telle enseigne que le comédien judéo-américain Boris Tomachevski (1890-1957) décida de passer à des représentations quotidiennes.
L’Association des acteurs juifs (Ídisher Actiorn Farein), fondée en 1922, lutta durement pour convaincre les directeurs de théâtre juifs de la nécessité d’organiser des saisons théâtrales avec des troupes intégralement composées d’acteurs résidant en Argentine, qui étaient parfois de qualité supérieure aux acteurs invités, mais n’avaient pas leur renommée et ne pouvaient donc garantir au directeur la réussité économique de la saison. Malgré tout, la période qui va de 1930 à 1950 fut brillante pour le théâtre yidiche, qui parvint à maintenir en activité six salles de théâtre simultanément. Buenos Aires passait pour l’un des quatre centres de théâtre juif les plus prestigieux au monde, aux côtés de la Russie, de la Pologne et des États-Unis.
Le théâtre yiddish en Argentine est illustratif de la contribution de la communauté juive à la culture nationale en général, et au théâtre argentin en particulier. Cependant, avec le passage du temps et par certaines circonstances particulières, le processus atteignit son point d’inflexion et le déclin s’amorça. Les nouvelles générations de juifs argentins, c’est-à-dire ceux qui, enfants, avaient fréquenté avec leurs parents le théâtre yidiche comme une cérémonie, abandonnaient peu à peu le yidiche et, quand même ils ne s’assimileront pas totalement, déployaient désormais leurs idées et leurs activités en espagnol et se tournaient vers les problématiques sociopolitiques argentines et latinoaméricaines. Finalement, avec l’établissement de l’État d’Israël, qui proclama langue officielle du nouvel État une langue hébraïque remise à neuf, un coup mortel fut asséné au yidiche, qui cessa depuis lors d’être enseignée obligatoirement dans les écoles communautaires et fut reléguée au second plan. Les théâtres n’eurent plus qu’à fermer leurs portes et le théâtre yiddish n’était plus représenté que dans la salle de spectacle de l’AMIA.

### Littérature juive en Argentine
La littérature juive en Argentine s’attacha à exprimer dans ses œuvres autant l’identité historique juive que celle nationale argentine. Selon l’essayiste Solomon Lipp, l’œuvre littéraire des auteurs d’ascendance juive en Argentine en particulier, et en Amérique latine en général, constitue un apport culturel significatif, car elle place « dans une perspective nouvelle la vision de l’homme qui lutte pour survivre dans son environnement ». Bien qu’il y eût des cas isolés d’immigration juive pendant l’époque coloniale et après l’indépendance, une littérature véritablement hispano-juive n’apparut pas avant le XXe siècle, et ne surgira qu’avec l’arrivée des juifs d’Europe orientale. Ce fut en Argentine que surgirent les premiers colons juifs d’Amérique hispanique ; puis ces « gauchos juifs » produiront les écrivains qui allaient enrichir par leurs œuvres la littérature argentine.
Leurs principaux thèmes étaient — au-delà de la gratitude envers l’Argentine pour avoir offert aux juifs un lieu où s’établir et où reconstruire leur vie — les problèmes typiques résultant de l’immigration, à savoir les difficultés de l’« homme marginal » à s’ajuster à son nouveau milieu et à ses nouveaux concitoyens. Dans le cas spécifique du juif s’ajoute la contrariété de voir les jeunes s’assimiler en dépit des efforts de la vieille génération pour préserver les valeurs culturelles et traditionnelles.

#### Mouvements littéraires juifs à Buenos Aires
Les débuts de la littérature juive en Argentine remontent à la revue Mundo Israelita de 1923. Ses collaborateurs les plus notables, Salomón Resnik et León Dujovne, s’attachaient, par leurs traductions et en attirant l’attention du public sur certains livres, à assurer une place pour la littérature yiddish dans leur revue. Leur dessein était de conserver la tradition du peuple juif, en particulier chez les jeunes.
Une autre institution de première importance était la Sociedad Hebraica Argentina (1926), grâce à laquelle des livres purent être publiés et la culture juive propagée. Parmi les finalités expresses de cette société figuraient la diffusion de la connaissance sur l’histoire et la culture juives et sur ses manifestations en philosophie, en littérature, dans l’art et dans les sciences ; la promotion de la langue hébraïque et de la littérature juive ; et la constitution d’une bibliothèque spécialisée en études judaïques. L’activité éditoriale était également un des champs d’action de la société. 
Parmi les écrivains argentins juifs ou d’origine juive, il convient de citer : Alberto Gerchunoff (Los gauchos judíos), Marcos Aguinis (La gesta del marrano, La cruz invertida), Manuela Fingueret (Hija del silencio), Isidoro Blaistein (Dublín al sur, Anticonferencias), Samuel Eichelbaum (Un guapo del 900), Germán Rozenmacher (Cabecita negra, Réquiem para un viernes a la noche), Marcelo Birmajer (Historias de hombres casados, El fuego más alto), Simja Sneh (El pan y la sangre, Sin rumbo), Alicia Steimberg (Cuando digo Magdalena, La selva), César Tiempo (Sabadomingo, Sabatión argentino, Libro para la pausa del sábado), Mauricio Goldberg (Donde sopla la nostalgia, La soledad de Trillo), Samuel Tarnopolski (Alarma de indios en la frontera sur, La mitad de nada), Ricardo Feierstein (Sinfonía Inocente, Mestizo), Andrés Rivera (El farmer, La revolución es un sueño eterno, El verdugo en el umbral), Bernardo Verbitsky (Villa Miseria también es América, Etiquetas a los hombres), María Esther de Miguel (Las batallas secretas de Belgrano), Alicia Dujovne Ortiz (l’Arbre de la gitane, Eva Perón, la Madone des sans-chemise), Santiago Kovadloff (Sentido y riesgo de la vida cotidiana, La nueva ignorancia), Ana María Shuá (Los amores de Laurita, El libro de los recuerdos), Juan Gelman (Carta a mi madre, Ni el flaco perdón de Dios), Edgardo Cozarinsky (La novia de Odessa, El rufián moldavo), David Viñas (Los hombres a caballo, Dar la cara, Jauría), Saúl Sosnowski (Borges y la cábala, La orilla inmanente. Escritores judíos argentinos), Bernardo Kordon (Tacos Altos, Alias gardelito - Un horizonte de cemento - Kid Ñandubay), Diego Paszkowski (Tesis sobre un homicidio), Alejandra Pizarnik (Árbol de Diana, Los trabajos y las noches), José Narosky (Si todos los hombres, Si todos los sueños), Héctor Yánover (Hacia principios del hombre, Las iniciales del amor, Memorias de un librero), etc.

### Radio et télévision
Des personnalités juives ou d’origine juive ont eu une part notable à l’histoire de la  télévision argentine, et dès les origines. C’est un immigrant juif d’origine bulgare établi dans la province d’Entre Ríos, Jaime Yankelevich, qui apporta dans le pays, en 1951, la première station de télévision, Canal 7 ; il était également le patron de Radio Argentina, transformé plus tard en Radio Belgrano. Un autre pionnier de l’histoire de la télévision argentine fut Alejandro Romay, patron de Canal 9.

### Presse
La presse juive a été particulièrement prolifique, et ce dès l’arrivée des immigrants, à la fin du XIXe siècle. Un haut taux d'alphabétisation, y compris même chez les juifs pauvres, qui pour des impératifs religieux devaient être capables de lire les textes sacrés, explique la large diffusion des matériaux écrits. D’autre part, conformément au dicton populaire selon lequel « là où il y a deux juifs, il y a trois opinions », chaque groupe de pensée tendait à créer sa propre publication. Une estimation indique qu’entre 1920 et 1930, il y avait 18 journaux et revues relevant de la communauté italienne, 15 de la communauté espagnole, et 24 de la communauté juive, pourtant beaucoup plus réduite. Entre les années 1898 et 1938 seront éditées en Argentine environ 130 publications juives, dont notamment : Der Spigl (littér. Le Miroir), hebdomadaire fondé en 1930 ; la publication Teater ; Dos Fraie Vort (littér. La Libre Parole), feuille anarchiste ; et Dos Arbeter Lebn (littér. La Vie ouvrière). La tendance sioniste s’exprimait par la voix des publications : El Sionista (1904), dirigé par Jacobo Liachovitzky ; La Esperanza de Israël ; Amanecer (littér. Aurore), expérience pionnière de la seconde moitié du XXe siècle d’un journal juif rédigé en espagnol, encore qu’il ne devait perdurer que quelques années ; Najrijtn (littér. Nouvelles) ; Raices (littér. Racines), revue culturelle qui connut deux périodes, 1960 et 1990. Mentionnons encore : Davke, Heredad, Majshavot du Seminario Rabínico Latino-américain ; Comentario, dirigé dans ses ultimes phases par José Isaacson (de l’Instituto Judeo-Argentino de Cultura e Información) ; Renovación ; Tiempo Plural, de la Sociedad Hebraica Argentina ; Comunidades ; La Voz de Israël (littér. La Voix d’Israël) ; La Voz Judia (revue religieuse orthodoxes) ; et d’autres.
Il y eut donc en Argentine de nombreux médias qui se consacraient à rendre compte de l’actualité du peuple juif dans le monde et de l’actualité du judaïsme en Argentine. En 1904 apparut à Buenos Aires la publication anarchiste La Protesta, à l’existence éphémère, qui comportait une page en yiddish. Entre 1909 et 1912 parut le journal Di Yidishe Colonistn (littér. Les Colons juifs). Le quotidien Der Tog (littér. Le Jour), édité par Yaacov Shimon Liachovich de 1913 à 1916, fut la première véritable grande expérience de parution d’un journal juif en Argentine.
Di Yidishe Zaitung (littér. Le Journal juif) vit le jour le 15 novembre 1914 et, comme il contenait des informations tant mondiales que locales, de la littérature de haut niveau, des suppléments, etc., sera pendant de longues années un journal très lu. Le journal se faisait l’écho des inquiétudes de la judéité argentine, en particulier celle de Buenos Aires, ville où il avait son siège. Ses directeurs furent León Maas, José Mendelsohn et Matías Stoliar.
Di Presse (littér. La Presse), le deuxième des grands journaux de la communauté judéo-argentine, parut pour la première fois le 1er janvier 1918, et était édité par une association de transfuges de El Diario Israelita (Di Presse était idéologiquement à gauche). Par la rédaction du journal passeront une série de grands journalistes, comme Pinie Wald, Jacob Botoshansky et d’autres. En 1974, son rédacteur en chef était Moishe Koifman. Le journal cessa de paraître en décembre 1993.
En 1936, on tenta d’éditer un nouveau quotidien, Morguen-Zaitung (littér. Journal du matin), mais sans succès.
Davar, édité à partir de 1945 par la Sociedad Hebraica Argentina, rendait compte de la vie littéraire judéo-argentine. Dans les colonies agricoles juives étaient publiés Der Yidisher Colonist in Arguentine (littér. Le Colon juif en Argentine) et El Colono Cooperador. À signaler enfin Nueva Presencia (édité de 1977 à 1987 par Herman Schiller), qui s’érigea en défenseur des droits de l'homme sous la dictature militaire entre 1976 et 1983.

### Gastronomie

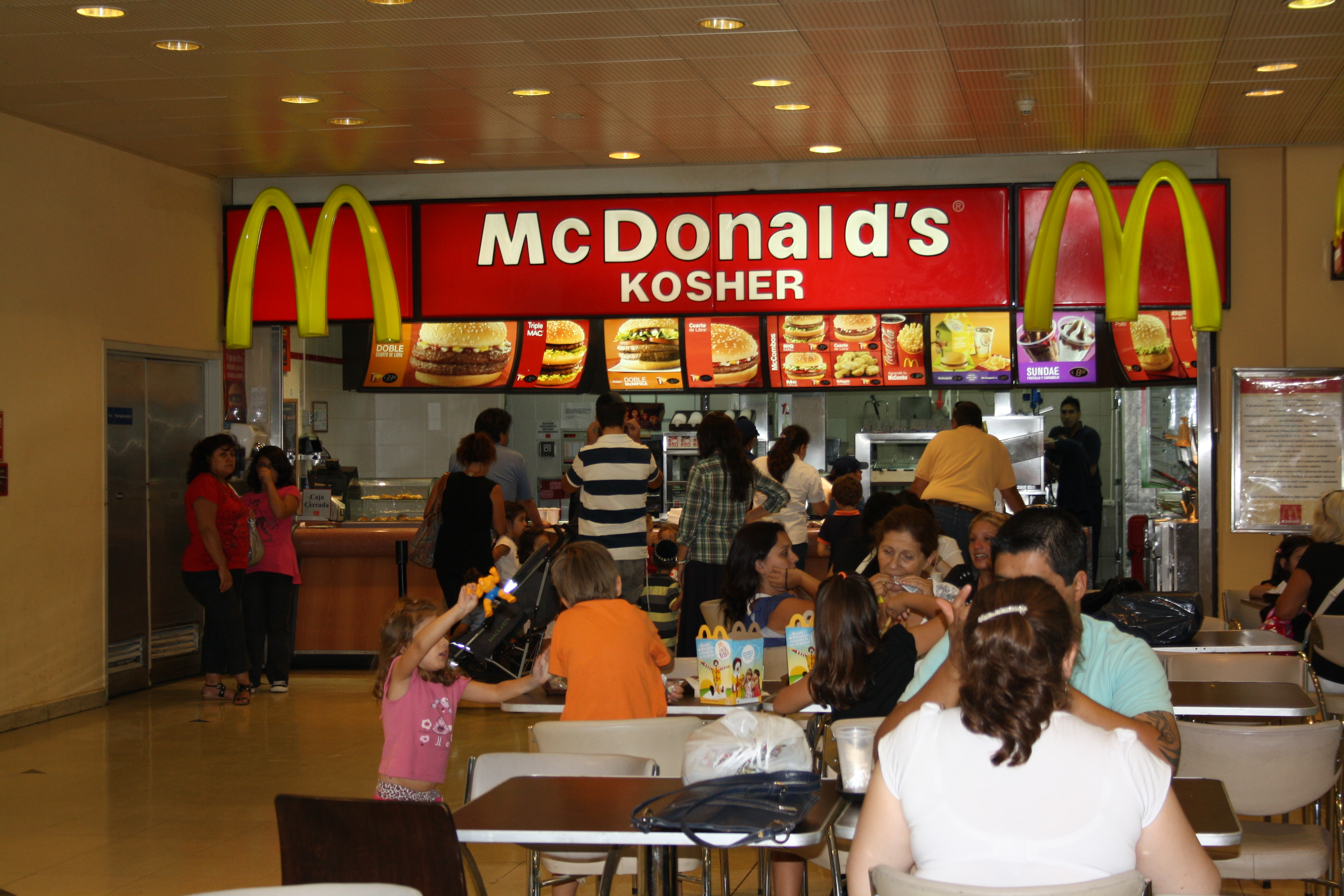
McDonald's cachère dans le centre commercial Abasto à Buenos Aires.

Les juifs qui débarquaient en Argentine emportaient avec eux — outre leur musique, leurs coutumes religieuses et d’autres éléments culturels — également leur art culinaire. De chaque région d’origine des nouveaux immigrants parvenaient ainsi en Argentine les saveurs et les habitudes culinaires. Les juifs du Proche-Orient (ou Séfarades) apportèrent les épices, l’anisette, les noix, les fruits secs, les pistaches, les dragées (utilisées lors de fêtes, pour le bon augure), la cannelle, l’eau de rose, l’eau de fleur d'oranger, le pain pita, etc.. Les juifs ashkénazes introduisirent en Argentine des produits et des saveurs en provenance du centre, du nord et de l’est de l’Europe, dont en particulier des mets à base de pomme de terre, les galettes, les assortiments de poisson, les produits bouillis.
Dans le centre commercial Abasto à Buenos Aires, l’atrium de restauration comprend un McDonald's cachère, cas unique au monde hors Israël, inauguré en 1998. Une partie de son personnel est juif et le contrôle en est confié à un rabbin,,.